# 1851
Portal Geschichte | Portal Biografien | Aktuelle Ereignisse | Jahreskalender | Tagesartikel

◄ |
18. Jahrhundert |
19. Jahrhundert
| 20. Jahrhundert | ►

◄ |
1820er |
1830er |
1840er |
1850er
| 1860er | 1870er | 1880er | ►

◄◄ |
◄ |
1847 |
1848 |
1849 |
1850 |
1851
| 1852 | 1853 | 1854 | 1855 | ► | ►►
Staatsoberhäupter · Wahlen · Nekrolog  · Literaturjahr · Musikjahr   · Sportjahr
| Januar | Januar | Januar | Januar | Januar | Januar | Januar | Januar |
| Kw     | Mo     | Di     | Mi     | Do     | Fr     | Sa     | So     |
| ------ | ------ | ------ | ------ | ------ | ------ | ------ | ------ |
| 1      |        |        | 1      | 2      | 3      | 4      | 5      |
| 2      | 6      | 7      | 8      | 9      | 10     | 11     | 12     |
| 3      | 13     | 14     | 15     | 16     | 17     | 18     | 19     |
| 4      | 20     | 21     | 22     | 23     | 24     | 25     | 26     |
| 5      | 27     | 28     | 29     | 30     | 31     |        |        |

| Februar | Februar | Februar | Februar | Februar | Februar | Februar | Februar |
| Kw      | Mo      | Di      | Mi      | Do      | Fr      | Sa      | So      |
| ------- | ------- | ------- | ------- | ------- | ------- | ------- | ------- |
| 5       |         |         |         |         |         | 1       | 2       |
| 6       | 3       | 4       | 5       | 6       | 7       | 8       | 9       |
| 7       | 10      | 11      | 12      | 13      | 14      | 15      | 16      |
| 8       | 17      | 18      | 19      | 20      | 21      | 22      | 23      |
| 9       | 24      | 25      | 26      | 27      | 28      |         |         |

| März | März | März | März | März | März | März | März |
| Kw   | Mo   | Di   | Mi   | Do   | Fr   | Sa   | So   |
| ---- | ---- | ---- | ---- | ---- | ---- | ---- | ---- |
| 9    |      |      |      |      |      | 1    | 2    |
| 10   | 3    | 4    | 5    | 6    | 7    | 8    | 9    |
| 11   | 10   | 11   | 12   | 13   | 14   | 15   | 16   |
| 12   | 17   | 18   | 19   | 20   | 21   | 22   | 23   |
| 1    | 24   | 25   | 26   | 27   | 28   | 29   | 30   |
| 14   | 31   |      |      |      |      |      |      |

| April | April | April | April | April | April | April | April |
| Kw    | Mo    | Di    | Mi    | Do    | Fr    | Sa    | So    |
| ----- | ----- | ----- | ----- | ----- | ----- | ----- | ----- |
| 14    |       | 1     | 2     | 3     | 4     | 5     | 6     |
| 15    | 7     | 8     | 9     | 10    | 11    | 12    | 13    |
| 16    | 14    | 15    | 16    | 17    | 18    | 19    | 20    |
| 17    | 21    | 22    | 23    | 24    | 25    | 26    | 27    |
| 18    | 28    | 29    | 30    |       |       |       |       |

| Mai | Mai | Mai | Mai | Mai | Mai | Mai | Mai |
| Kw  | Mo  | Di  | Mi  | Do  | Fr  | Sa  | So  |
| --- | --- | --- | --- | --- | --- | --- | --- |
| 18  |     |     |     | 1   | 2   | 3   | 4   |
| 19  | 5   | 6   | 7   | 8   | 9   | 10  | 11  |
| 20  | 12  | 13  | 14  | 15  | 16  | 17  | 18  |
| 21  | 19  | 20  | 21  | 22  | 23  | 24  | 25  |
| 22  | 26  | 27  | 28  | 29  | 30  | 31  |     |

| Juni | Juni | Juni | Juni | Juni | Juni | Juni | Juni |
| Kw   | Mo   | Di   | Mi   | Do   | Fr   | Sa   | So   |
| ---- | ---- | ---- | ---- | ---- | ---- | ---- | ---- |
| 22   |      |      |      |      |      |      | 1    |
| 23   | 2    | 3    | 4    | 5    | 6    | 7    | 8    |
| 24   | 9    | 10   | 11   | 12   | 13   | 14   | 15   |
| 25   | 16   | 17   | 18   | 19   | 20   | 21   | 22   |
| 26   | 23   | 24   | 25   | 26   | 27   | 28   | 29   |
| 27   | 30   |      |      |      |      |      |      |

| Juli | Juli | Juli | Juli | Juli | Juli | Juli | Juli |
| Kw   | Mo   | Di   | Mi   | Do   | Fr   | Sa   | So   |
| ---- | ---- | ---- | ---- | ---- | ---- | ---- | ---- |
| 27   |      | 1    | 2    | 3    | 4    | 5    | 6    |
| 2    | 7    | 8    | 9    | 10   | 11   | 12   | 13   |
| 29   | 14   | 15   | 16   | 17   | 18   | 19   | 20   |
| 30   | 21   | 22   | 23   | 24   | 25   | 26   | 27   |
| 31   | 28   | 29   | 30   | 31   |      |      |      |

| August | August | August | August | August | August | August | August |
| Kw     | Mo     | Di     | Mi     | Do     | Fr     | Sa     | So     |
| ------ | ------ | ------ | ------ | ------ | ------ | ------ | ------ |
| 31     |        |        |        |        | 1      | 2      | 3      |
| 32     | 4      | 5      | 6      | 7      | 8      | 9      | 10     |
| 33     | 11     | 12     | 13     | 14     | 15     | 16     | 17     |
| 34     | 18     | 19     | 20     | 21     | 22     | 23     | 24     |
| 35     | 25     | 26     | 27     | 28     | 29     | 30     | 31     |

| September | September | September | September | September | September | September | September |
| Kw        | Mo        | Di        | Mi        | Do        | Fr        | Sa        | So        |
| --------- | --------- | --------- | --------- | --------- | --------- | --------- | --------- |
| 36        | 1         | 2         | 3         | 4         | 5         | 6         | 7         |
| 37        | 8         | 9         | 10        | 11        | 12        | 13        | 14        |
| 38        | 15        | 16        | 17        | 18        | 19        | 20        | 21        |
| 39        | 22        | 23        | 24        | 25        | 26        | 27        | 28        |
| 40        | 29        | 30        |           |           |           |           |           |

| Oktober | Oktober | Oktober | Oktober | Oktober | Oktober | Oktober | Oktober |
| Kw      | Mo      | Di      | Mi      | Do      | Fr      | Sa      | So      |
| ------- | ------- | ------- | ------- | ------- | ------- | ------- | ------- |
| 40      |         |         | 1       | 2       | 3       | 4       | 5       |
| 41      | 6       | 7       | 8       | 9       | 10      | 11      | 12      |
| 42      | 13      | 14      | 15      | 16      | 17      | 18      | 19      |
| 43      | 20      | 21      | 22      | 23      | 24      | 25      | 26      |
| 44      | 27      | 28      | 29      | 30      | 31      |         |         |

| November | November | November | November | November | November | November | November |
| Kw       | Mo       | Di       | Mi       | Do       | Fr       | Sa       | So       |
| -------- | -------- | -------- | -------- | -------- | -------- | -------- | -------- |
| 44       |          |          |          |          |          | 1        | 2        |
| 45       | 3        | 4        | 5        | 6        | 7        | 8        | 9        |
| 46       | 10       | 11       | 12       | 13       | 14       | 15       | 16       |
| 47       | 17       | 18       | 19       | 20       | 21       | 22       | 23       |
| 48       | 24       | 25       | 26       | 27       | 28       | 29       | 30       |

| Dezember | Dezember | Dezember | Dezember | Dezember | Dezember | Dezember | Dezember |
| Kw       | Mo       | Di       | Mi       | Do       | Fr       | Sa       | So       |
| -------- | -------- | -------- | -------- | -------- | -------- | -------- | -------- |
| 49       | 1        | 2        | 3        | 4        | 5        | 6        | 7        |
| 50       | 8        | 9        | 10       | 11       | 12       | 13       | 14       |
| 51       | 15       | 16       | 17       | 18       | 19       | 20       | 21       |
| 52       | 22       | 23       | 24       | 25       | 26       | 27       | 28       |
| 1        | 29       | 30       | 31       |          |          |          |          |

| Januar | Januar | Januar | Januar | Januar | Januar | Januar | Januar |
| Kw     | Mo     | Di     | Mi     | Do     | Fr     | Sa     | So     |
| ------ | ------ | ------ | ------ | ------ | ------ | ------ | ------ |
| 1      |        |        | 1      | 2      | 3      | 4      | 5      |
| 2      | 6      | 7      | 8      | 9      | 10     | 11     | 12     |
| 3      | 13     | 14     | 15     | 16     | 17     | 18     | 19     |
| 4      | 20     | 21     | 22     | 23     | 24     | 25     | 26     |
| 5      | 27     | 28     | 29     | 30     | 31     |        |        |

| Februar | Februar | Februar | Februar | Februar | Februar | Februar | Februar |
| Kw      | Mo      | Di      | Mi      | Do      | Fr      | Sa      | So      |
| ------- | ------- | ------- | ------- | ------- | ------- | ------- | ------- |
| 5       |         |         |         |         |         | 1       | 2       |
| 6       | 3       | 4       | 5       | 6       | 7       | 8       | 9       |
| 7       | 10      | 11      | 12      | 13      | 14      | 15      | 16      |
| 8       | 17      | 18      | 19      | 20      | 21      | 22      | 23      |
| 9       | 24      | 25      | 26      | 27      | 28      |         |         |

| März | März | März | März | März | März | März | März |
| Kw   | Mo   | Di   | Mi   | Do   | Fr   | Sa   | So   |
| ---- | ---- | ---- | ---- | ---- | ---- | ---- | ---- |
| 9    |      |      |      |      |      | 1    | 2    |
| 10   | 3    | 4    | 5    | 6    | 7    | 8    | 9    |
| 11   | 10   | 11   | 12   | 13   | 14   | 15   | 16   |
| 12   | 17   | 18   | 19   | 20   | 21   | 22   | 23   |
| 1    | 24   | 25   | 26   | 27   | 28   | 29   | 30   |
| 14   | 31   |      |      |      |      |      |      |

| April | April | April | April | April | April | April | April |
| Kw    | Mo    | Di    | Mi    | Do    | Fr    | Sa    | So    |
| ----- | ----- | ----- | ----- | ----- | ----- | ----- | ----- |
| 14    |       | 1     | 2     | 3     | 4     | 5     | 6     |
| 15    | 7     | 8     | 9     | 10    | 11    | 12    | 13    |
| 16    | 14    | 15    | 16    | 17    | 18    | 19    | 20    |
| 17    | 21    | 22    | 23    | 24    | 25    | 26    | 27    |
| 18    | 28    | 29    | 30    |       |       |       |       |

| Mai | Mai | Mai | Mai | Mai | Mai | Mai | Mai |
| Kw  | Mo  | Di  | Mi  | Do  | Fr  | Sa  | So  |
| --- | --- | --- | --- | --- | --- | --- | --- |
| 18  |     |     |     | 1   | 2   | 3   | 4   |
| 19  | 5   | 6   | 7   | 8   | 9   | 10  | 11  |
| 20  | 12  | 13  | 14  | 15  | 16  | 17  | 18  |
| 21  | 19  | 20  | 21  | 22  | 23  | 24  | 25  |
| 22  | 26  | 27  | 28  | 29  | 30  | 31  |     |

| Juni | Juni | Juni | Juni | Juni | Juni | Juni | Juni |
| Kw   | Mo   | Di   | Mi   | Do   | Fr   | Sa   | So   |
| ---- | ---- | ---- | ---- | ---- | ---- | ---- | ---- |
| 22   |      |      |      |      |      |      | 1    |
| 23   | 2    | 3    | 4    | 5    | 6    | 7    | 8    |
| 24   | 9    | 10   | 11   | 12   | 13   | 14   | 15   |
| 25   | 16   | 17   | 18   | 19   | 20   | 21   | 22   |
| 26   | 23   | 24   | 25   | 26   | 27   | 28   | 29   |
| 27   | 30   |      |      |      |      |      |      |

| Juli | Juli | Juli | Juli | Juli | Juli | Juli | Juli |
| Kw   | Mo   | Di   | Mi   | Do   | Fr   | Sa   | So   |
| ---- | ---- | ---- | ---- | ---- | ---- | ---- | ---- |
| 27   |      | 1    | 2    | 3    | 4    | 5    | 6    |
| 2    | 7    | 8    | 9    | 10   | 11   | 12   | 13   |
| 29   | 14   | 15   | 16   | 17   | 18   | 19   | 20   |
| 30   | 21   | 22   | 23   | 24   | 25   | 26   | 27   |
| 31   | 28   | 29   | 30   | 31   |      |      |      |

| August | August | August | August | August | August | August | August |
| Kw     | Mo     | Di     | Mi     | Do     | Fr     | Sa     | So     |
| ------ | ------ | ------ | ------ | ------ | ------ | ------ | ------ |
| 31     |        |        |        |        | 1      | 2      | 3      |
| 32     | 4      | 5      | 6      | 7      | 8      | 9      | 10     |
| 33     | 11     | 12     | 13     | 14     | 15     | 16     | 17     |
| 34     | 18     | 19     | 20     | 21     | 22     | 23     | 24     |
| 35     | 25     | 26     | 27     | 28     | 29     | 30     | 31     |

| September | September | September | September | September | September | September | September |
| Kw        | Mo        | Di        | Mi        | Do        | Fr        | Sa        | So        |
| --------- | --------- | --------- | --------- | --------- | --------- | --------- | --------- |
| 36        | 1         | 2         | 3         | 4         | 5         | 6         | 7         |
| 37        | 8         | 9         | 10        | 11        | 12        | 13        | 14        |
| 38        | 15        | 16        | 17        | 18        | 19        | 20        | 21        |
| 39        | 22        | 23        | 24        | 25        | 26        | 27        | 28        |
| 40        | 29        | 30        |           |           |           |           |           |

| Oktober | Oktober | Oktober | Oktober | Oktober | Oktober | Oktober | Oktober |
| Kw      | Mo      | Di      | Mi      | Do      | Fr      | Sa      | So      |
| ------- | ------- | ------- | ------- | ------- | ------- | ------- | ------- |
| 40      |         |         | 1       | 2       | 3       | 4       | 5       |
| 41      | 6       | 7       | 8       | 9       | 10      | 11      | 12      |
| 42      | 13      | 14      | 15      | 16      | 17      | 18      | 19      |
| 43      | 20      | 21      | 22      | 23      | 24      | 25      | 26      |
| 44      | 27      | 28      | 29      | 30      | 31      |         |         |

| November | November | November | November | November | November | November | November |
| Kw       | Mo       | Di       | Mi       | Do       | Fr       | Sa       | So       |
| -------- | -------- | -------- | -------- | -------- | -------- | -------- | -------- |
| 44       |          |          |          |          |          | 1        | 2        |
| 45       | 3        | 4        | 5        | 6        | 7        | 8        | 9        |
| 46       | 10       | 11       | 12       | 13       | 14       | 15       | 16       |
| 47       | 17       | 18       | 19       | 20       | 21       | 22       | 23       |
| 48       | 24       | 25       | 26       | 27       | 28       | 29       | 30       |

| Dezember | Dezember | Dezember | Dezember | Dezember | Dezember | Dezember | Dezember |
| Kw       | Mo       | Di       | Mi       | Do       | Fr       | Sa       | So       |
| -------- | -------- | -------- | -------- | -------- | -------- | -------- | -------- |
| 49       | 1        | 2        | 3        | 4        | 5        | 6        | 7        |
| 50       | 8        | 9        | 10       | 11       | 12       | 13       | 14       |
| 51       | 15       | 16       | 17       | 18       | 19       | 20       | 21       |
| 52       | 22       | 23       | 24       | 25       | 26       | 27       | 28       |
| 1        | 29       | 30       | 31       |          |          |          |          |

## Ereignisse

### Politik und Weltgeschehen

#### Deutscher Bund
- 15. Juli: Der Gothaer Vertrag wird zwischen 17 der deutschen Staaten geschlossen. Er regelt Staatsangehörigkeitsfragen.
- 18. November: Nach dem Tod von König Ernst August I. übernimmt sein Sohn Georg V. die Regentschaft im Königreich Hannover.
- 31. Dezember: Der österreichische Kaiser Franz Joseph I. unterzeichnet das Silvesterpatent und hebt damit die Oktroyierte Märzverfassung auf.
- Ende der Schleswig-Holsteinischen Erhebung, die auch (Erster) Schleswig-Holsteinischer Krieg und in Dänemark Dreijähriger Krieg genannt wird

#### Frankreich
- 2. Dezember: Ein Staatsstreich des französischen Präsidenten Charles-Louis-Napoléon Bonaparte nach dem Vorbild des 18. Brumaire VIII läutet das Ende der Zweiten Republik ein. Danach kommt es zu blutigen Kämpfen in ganz Frankreich, die Napoleon am 5. Dezember schließlich für sich entscheiden kann. Am 21. Dezember lässt er eine Volksabstimmung über eine neue Verfassung durchführen, die ihm diktatorische Vollmachten gewährt. Dabei stimmen 7,5 Millionen Franzosen für, 640.000 gegen ihn. Karl Marx verarbeitet diese Geschehnisse ein Jahr später in der Schrift Der achtzehnte Brumaire des Louis Bonaparte.

#### Weitere Ereignisse in Europa
- 1. Januar: Josef Munzinger wird Bundespräsident der Schweiz.
- 26. April: Durch einen Aufstand von Offizieren der Armee gezwungen, entlässt Königin Maria II. ihren Günstling, den Markgrafen von Tomar als Ministerpräsidenten von Portugal und ernennt den Herzog von Saldanha zu seinem Nachfolger.
- 22. Dezember: Außenminister Palmerston verlässt das britische Kabinett. Das eigenmächtige offizielle Billigen des Staatsstreichs des französischen Präsidenten Charles-Louis-Napoleon Bonaparte vom 2. Dezember führt zum unfreiwilligen Rücktritt.

#### Amerika
- 23. Juli: Indianerpolitik der Vereinigten Staaten: Die Vereinigten Staaten schließen mit Gruppen der Dakota den Treaty of Traverse des Sioux. Mit diesem Vertrag geben die Dakota einen Großteil ihres Gebietes in Iowa und Minnesota auf und verkauften das Land an die Vereinigten Staaten von Amerika für 1.665.000 Dollar. Der Vertrag wurde auf amerikanischer Seite von Alexander Ramsey ausgearbeitet, dem ersten Gouverneur des neugeschaffenen Minnesota-Territoriums. Am 5. August 1851 treten die Indianer mit dem Treaty of Mendota weitere Gebiete an die Vereinigten Staaten ab. Ein weiterer wichtiger Akteur bei diesem Vertragsabschluss ist Henry Hastings Sibley von der American Fur Company, welchem die Sioux eine Menge Geld schulden. Nur zwei Gebiete werden für die Sioux reserviert: Die Upper Sioux Agency und die Lower Sioux Agency.
- 13. November: Die Familie Denny, die so genannte Denny Party, landet am Alki Point; dies wird als Geburtsstunde von Seattle angesehen.

#### Asien
- 11. Januar: Der Sektenführer Hong Xiuquan ruft in China während des Taiping-Aufstands das Himmlische Reich des höchsten Friedens aus und proklamiert sich selbst zum Himmlischen König.

#### Australien
- 12. Februar: Edward Hammond Hargraves findet im australischen Fluss Summer Hills Creek in New South Wales Gold. Die Nachricht löst einen Goldrausch aus.

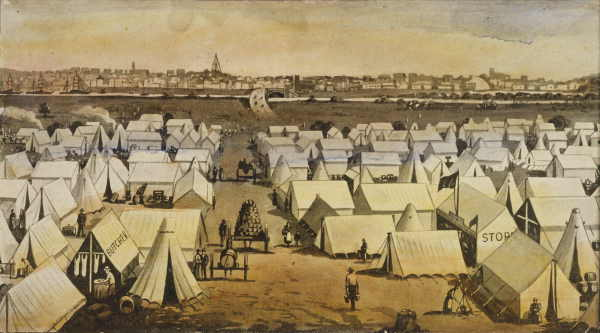
Canvas Town in South Melbourne in den 1850er-Jahren

- 20. Juli: der Kleinhäusler Thomas Peters findet auf William Barkers Mount Alexander Station Spuren von Gold im heutigen Specimen Gully. Dieser Fund wird in der Zeitung The Argus in Melbourne am 8. September veröffentlicht und führt zu einem Goldrausch am Mount Alexander und am Forrest Creek im Gebiet des heutigen Castlemaine.
- Juli/August: Nur wenige Wochen nach der offiziellen Loslösung von New South Wales wird im australischen Bundesstaates Victoria am Andersons Creek bei Warrandyte, 30 km nordwestlich von Melbourne, Gold gefunden. Weitere Funde in Clunes und in Buninyong führen zum Victorianischen Goldrausch. Melbourne wird Boomtown, die Zeltstadt Canvas Town wird errichtet.

#### Afrika
- 26. Dezember: Die Royal Navy beschießt die Insel Lagos und vertreibt König Kosoko, um der Sklaverei ein Ende zu machen. Lagos wird Flottenstützpunkt, Zufluchtsort für entflohene Sklaven und Ausgangspunkt für die Kolonisierung Nigerias.

### Wirtschaft

#### The Great Exhibitionin London

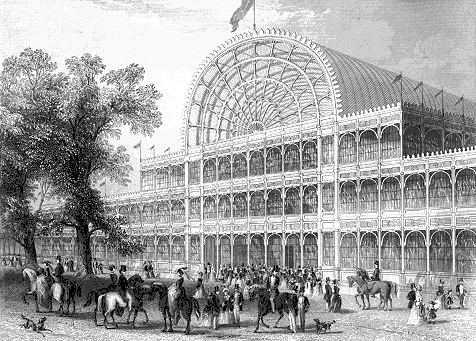
Crystal Palace

- 1. Mai bis 11. Oktober: Im Londoner Hyde Park wird auf Initiative der britischen Royal Society of Arts die sogenannte Great Exhibition durchgeführt. Für diese erste Weltausstellung errichtet Charles Fox innerhalb von 17 Wochen nach Plänen des Architekten Joseph Paxton den Crystal Palace als Ausstellungsgebäude. An der Ausstellung beteiligen sich 94 souveräne Staaten und abhängige Gebiete. Die offizielle Schlussfeier findet am 15. Oktober statt.

#### Patente

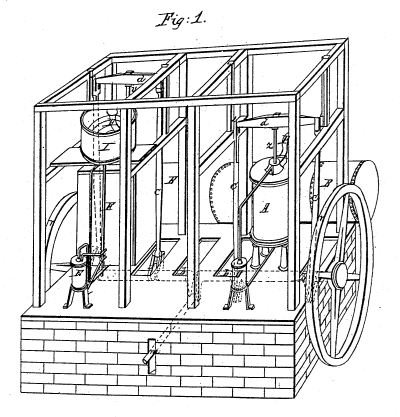
Skizze von Gorries Eismaschine

- 6. Mai: Der US-amerikanische Arzt John Gorrie erhält ein Patent auf die von ihm erfundene Kältemaschine. Er wird verlacht und hat keinen wirtschaftlichen Erfolg damit.

#### Postdienste
- 22. März: Das Königreich Württemberg trennt sich von der privaten Thurn-und-Taxis-Post und richtet einen Staatsbetrieb für den Postdienst ein.
- 1. Mai: Das Großherzogtum Baden gibt seine ersten Briefmarken heraus. In Verkehr gerät auch der 43 Jahre später entdeckte Baden-Fehldruck 9 Kreuzer, eine große Rarität der Philatelie.

#### Unternehmensgründungen
- 1. Februar: Salomon Volkart gründet mit seinem Bruder Johann Georg das Handelshaus Gebrüder Volkart mit Sitz in Winterthur und in Bombay. Der Kolonialwarenhandel entwickelt sich zu einem der über Jahrzehnte hinweg weltweit größten Baumwollhändler.
- 10. Februar: Die Illinois Central Railroad wird mit Unterstützung der Illinois General Assembly gegründet, um eine Strecke von Cairo an der Mündung des Ohio River in den Mississippi River nach Centralia und von dort mit zwei Zweigen nach Galena sowie nach Chicago zu bauen.
- 15. Juni: Der Milchhändler Jacob Fussell aus Baltimore nimmt seine weltweit erste Fabrik zur Herstellung von Speiseeis in Betrieb.
- 18. September: Die erste Ausgabe der US-amerikanischen Tageszeitung The New York Times erscheint unter dem Titel The New York Daily Times.
- 15. Oktober: Die Disconto-Gesellschaft, die sich später zu einer Großbank entwickelt, eröffnet in Berlin ihren Geschäftsbetrieb.
- Oktober: Paul Julius Reuter gründet die Nachrichtenagentur Reuters.
- Der Bekleidungshersteller Fruit of the Loom wird unter dem Namen B. B. and R. Knight Corporation gegründet.

#### Verkehr
- Februar: Der erste Abschnitt der von José de Salamanca y Mayol errichteten Bahnstrecke Madrid–Alicante von Madrid nach Aranjuez wird dem Verkehr übergeben.
- 25. Dezember: Chiles erste Eisenbahnverbindung zwischen Copiapó und Caldera in der Región de Atacama wird eröffnet.

### Wissenschaft und Technik

#### Astronomie, Meteorologie, Physik
- 3. Januar: Der französische Physiker Léon Foucault führt im Keller seines Hauses erstmals ein Experiment mit einem Pendel durch, mit dem ihm der Nachweis der Erdrotation gelingt.
- 26. März: Einen dritten Versuch mit dem nach ihm benannten Pendel führt der Wissenschaftler Léon Foucault diesmal im Pariser Panthéon durch. Mit Hilfe eines 67 Meter herabhängenden Seils beweist er mit dem Versuch die Erdrotation.
- 23. Juli: Im Kaisertum Österreich bewilligt Kaiser Franz Joseph I. das Errichten einer Centralanstalt für meteorologische und magnetische Beobachtungen. Damit entsteht der weltweit erste staatliche Wetterdienst, die heutige Zentralanstalt für Meteorologie und Geodynamik (ZAMG).
- 24. Oktober: William Lassell entdeckt die Uranusmonde Ariel und Umbriel.
- George Gabriel Stokes veröffentlicht die Gleichungen von Navier-Stokes der Hydrodynamik (in Cambridge Transactions 9 (1851), 8)

#### Lehre und Forschung
- 28. Januar: Im US-Bundesstaat Illinois wird die Northwestern University gegründet.
- 10. Juli: Die private University of the Pacific wird in Stockton (Kalifornien) gegründet.

#### Sonstiges
- 16. Januar: Ein Gärtner findet den Schatz von Velp.

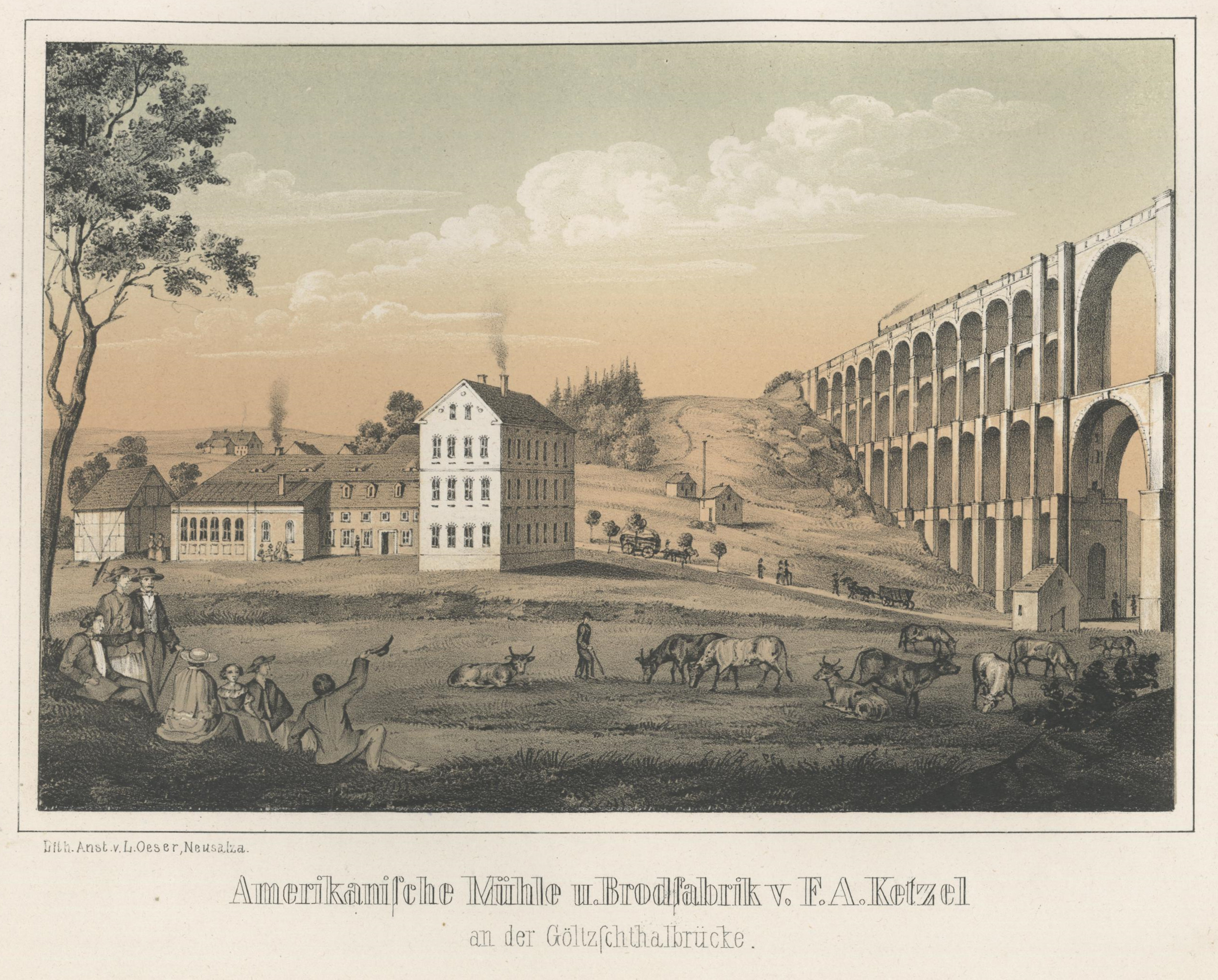
Göltzschtalbrücke mit Amerikanischer Mühle und Brodfabrik F. A. Ketzel, 1856

- 15. Juli: Im Vogtland wird nach fünfjähriger Bauzeit die von Johann Andreas Schubert entworfene Göltzschtalbrücke, die weltweit größte Ziegelsteinbrücke, eröffnet.
- 4. August: Der Missionar und Afrikaforscher David Livingstone erreicht den Oberlauf des Sambesi.
- 3. Oktober: Der amerikanische Pastor und Imker Lorenzo L. Langstroth entdeckt den Bienenabstand (bee space).
- In zwei Bänden veröffentlicht Arthur Schopenhauer die Schriften Parerga und Paralipomena.

### Kultur

#### Bildende Kunst
- 25. September: Der Andreasbrunnen in Deidesheim wird feierlich eingeweiht.
- Die Stände der Provinz Preußen lassen in Königsberg das Reiterstandbild König Friedrich Wilhelms III. errichten.

#### Musik und Theater
- 8. Januar: Das Theaterstück in einem Akt Fantasie von „Kosma Prutkow“ erlebt seine Uraufführung in St. Petersburg.
- 20. Januar: Am Stadttheater in Frankfurt am Main hat die komische Oper Die Opernprobe oder Die vornehmen Dilettanten von Albert Lortzing ihre Uraufführung, während der Komponist in Berlin im Sterben liegt.

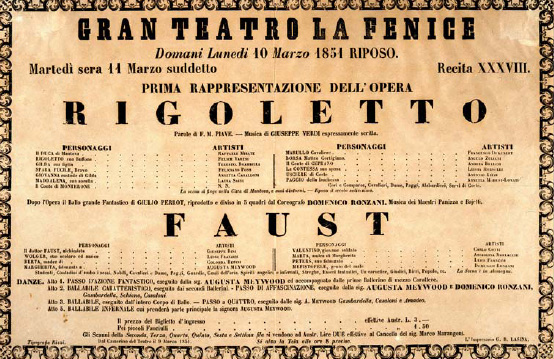
Plakat der Uraufführung von Rigoletto mit einem anschließenden Ballett

- 11. März: Giuseppe Verdis Oper Rigoletto mit dem Libretto von Francesco Maria Piave nach dem Drama Le roi s’amuse von Victor Hugo wird in Venedig uraufgeführt. Die Oper wird ein großer Erfolg.
- 16. April: Die erste Fassung der Oper Sapho (Sappho) von Charles Gounod mit dem Libretto von Émile Augier hat ihre Uraufführung an der Grand Opéra in Paris.
- 20. August: Die Uraufführung der romantischen Oper Aurelia, Herzogin von Bulgarien von Conradin Kreutzer findet in Kassel statt.

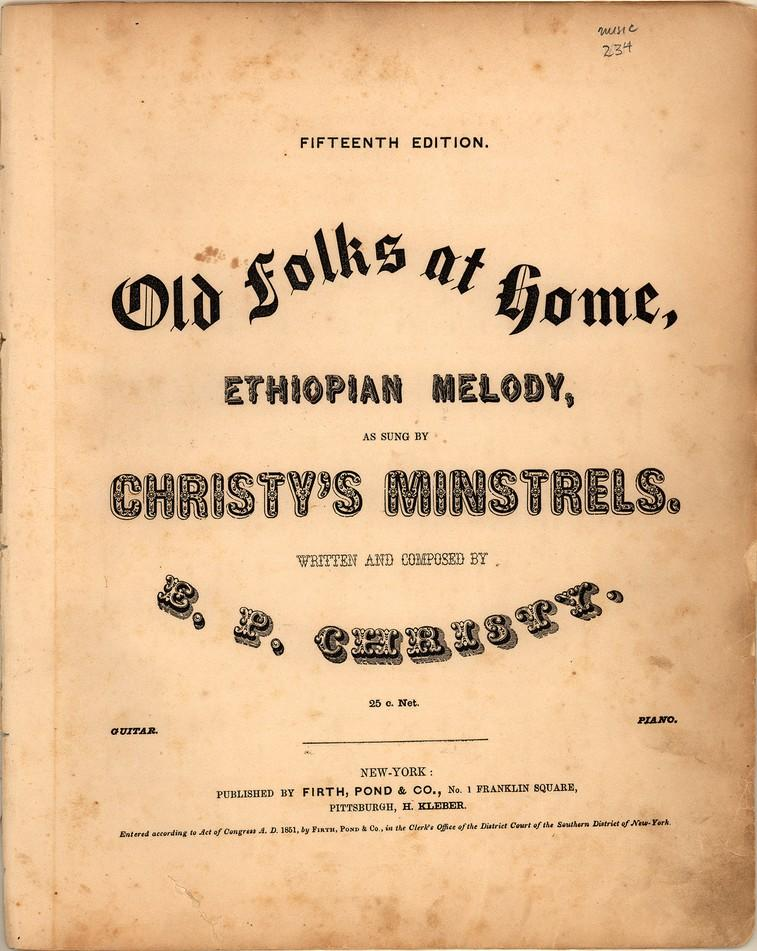
Old Folks at Home, Werbeplakat für die Christy's Minstrels aus dem Jahre 1851

- Stephen Foster veröffentlicht das Lied Old Folks at Home.
- Richard Wagner komponiert den Walkürenritt.

### Katastrophen

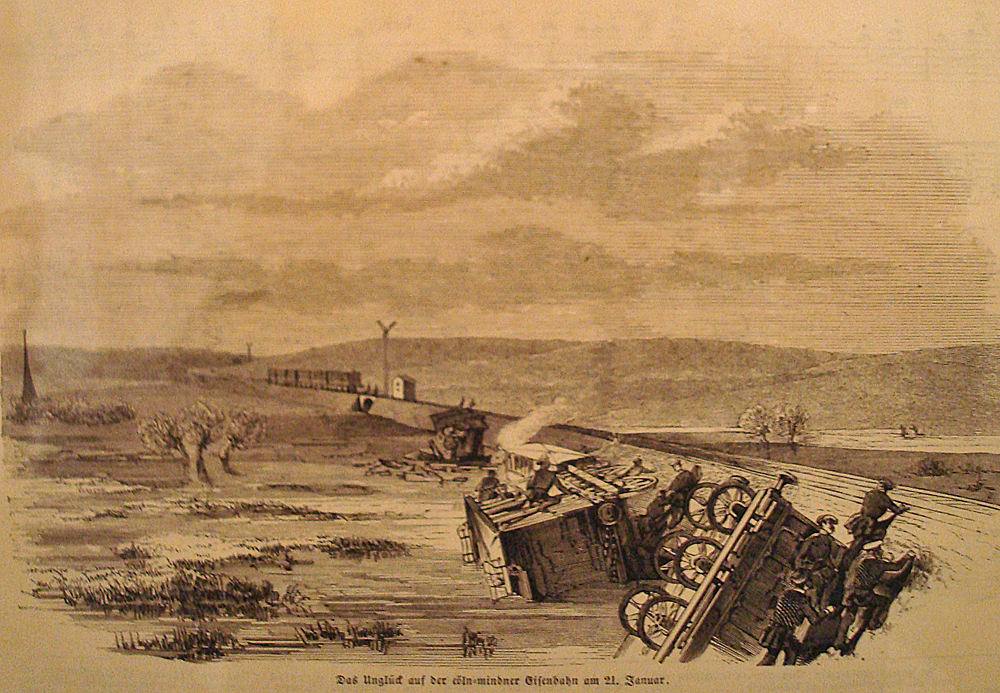
Rekonstruierende und im Detail teilweise nicht zutreffende Zeichnung zu einem Artikel über den Eisenbahnunfall von Avenwedde in der Illustrirten Zeitung

- 21. Januar: Bei dem Eisenbahnunfall von Avenwedde entgleist ein Zug von Minden ins Rheinland auf der Stammstrecke der Köln-Mindener Eisenbahn-Gesellschaft, wobei drei Menschen sterben. In dem Zug reist auch Prinz Friedrich Wilhelm von Preußen, der spätere Kaiser Friedrich III., der leicht verletzt wird.
- 24. Dezember: Ein Feuer wütet in der Library of Congress. 35.000 Bücher und andere Einrichtungsgegenstände, darunter ein Originalporträt von Christoph Kolumbus werden ein Raub der Flammen.

### Sport
- 27. Mai: Geschichte des Schachspiels: Der Deutsche Adolf Anderssen gewinnt das von Howard Staunton organisierte erste internationale Schachturnier in London.
- 21. Juni: Bei einer Freundschaftspartie außerhalb der Turnierpartien spielt Adolf Anderssen gegen Lionel Kieseritzky die „Unsterbliche Partie“.
- 22. August: Die im gleichen Jahr eigens erbaute US-amerikanische Schoneryacht America, geführt von Skipper Richard „Old Dick“ Brown, gewinnt den One Hundred Sovereigns Cup vor der britischen Isle of Wight gegen 15 britische Yachten. Die Besatzung stiftet den gewonnenen Cup sechs Jahre später dem New York Yacht Club und begründete mit diesem Preis den America’s Cup, der allerdings erst 1870 erstmals ausgetragen wird.

## Historische Karten und Ansichten

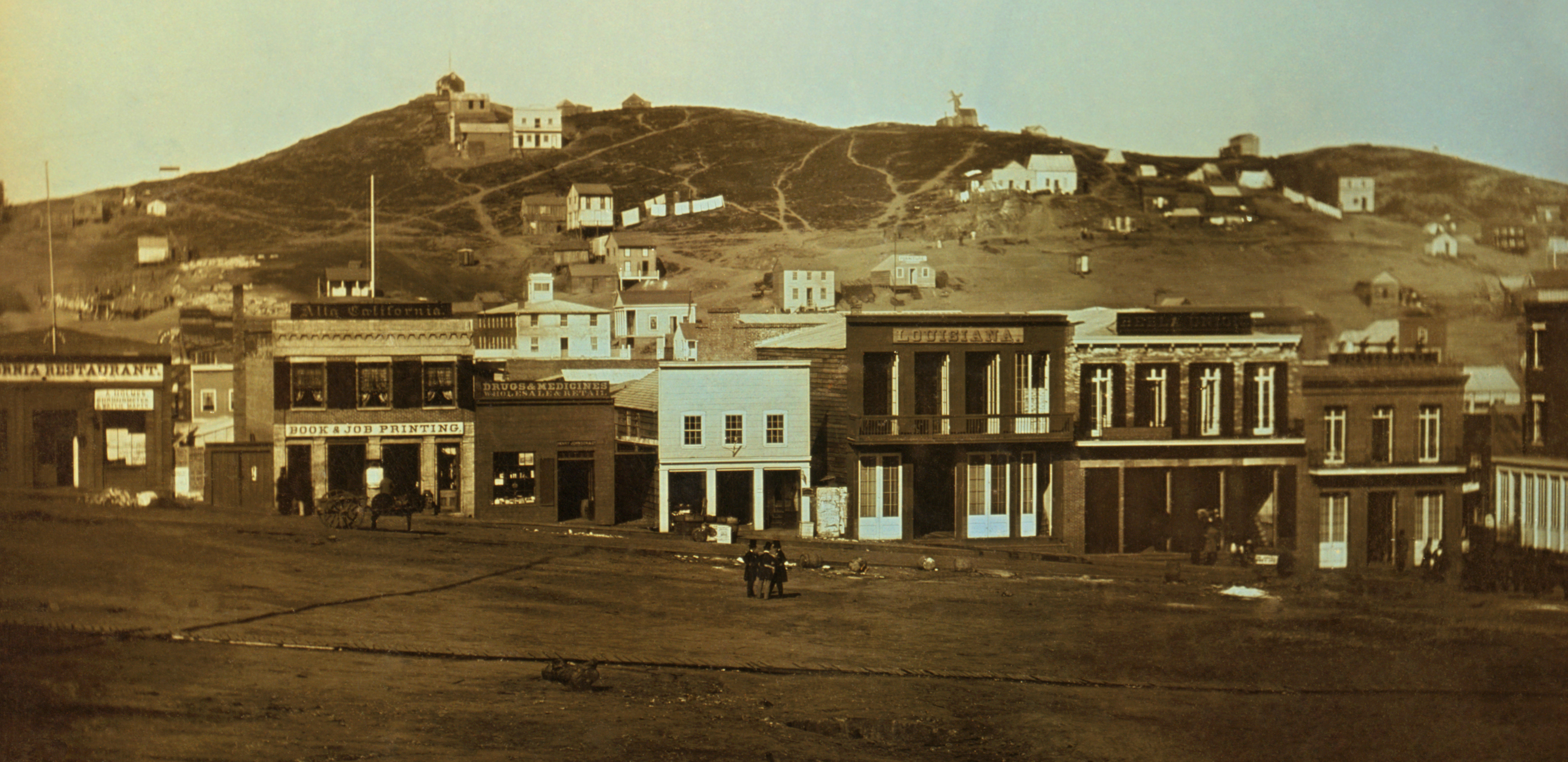
San Francisco 1851
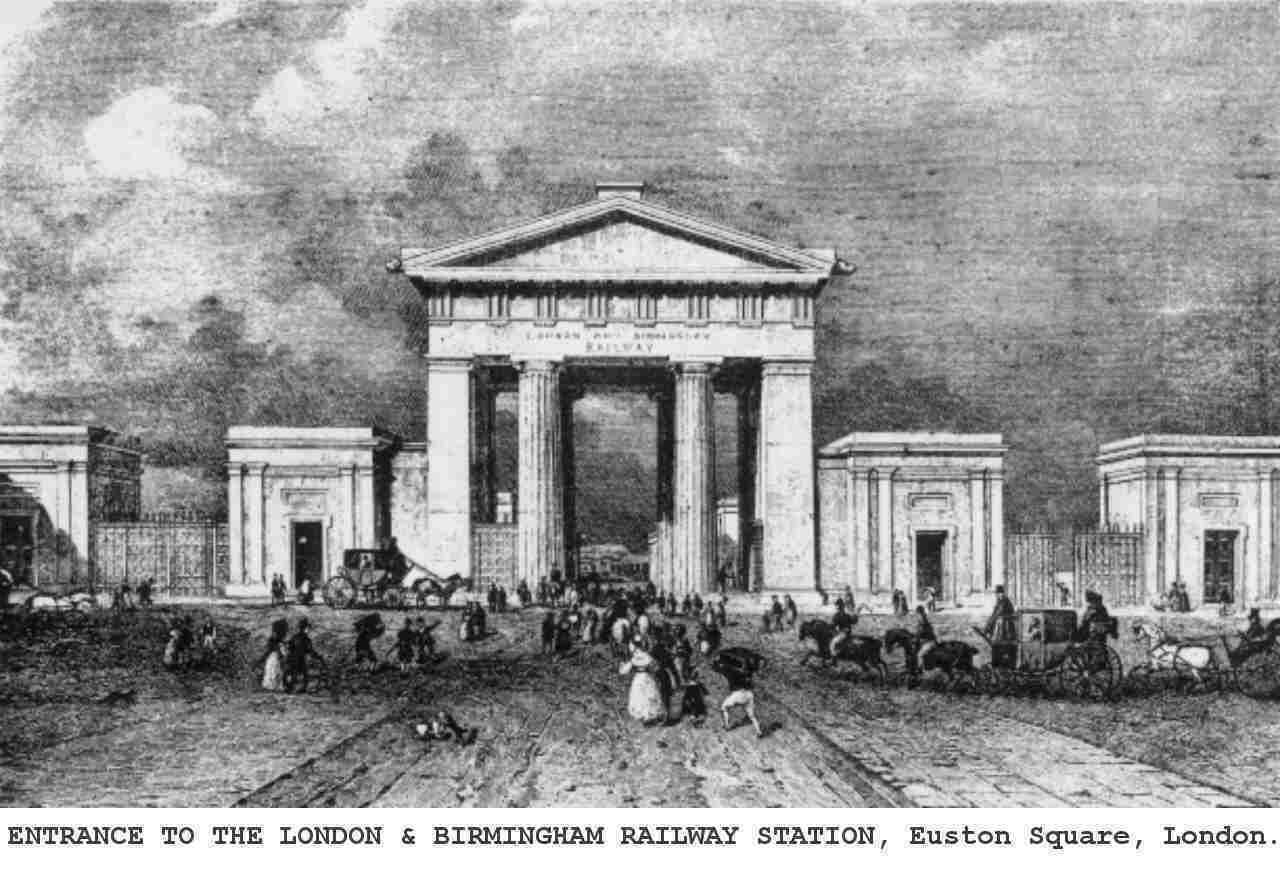
London, Euston Station 1851
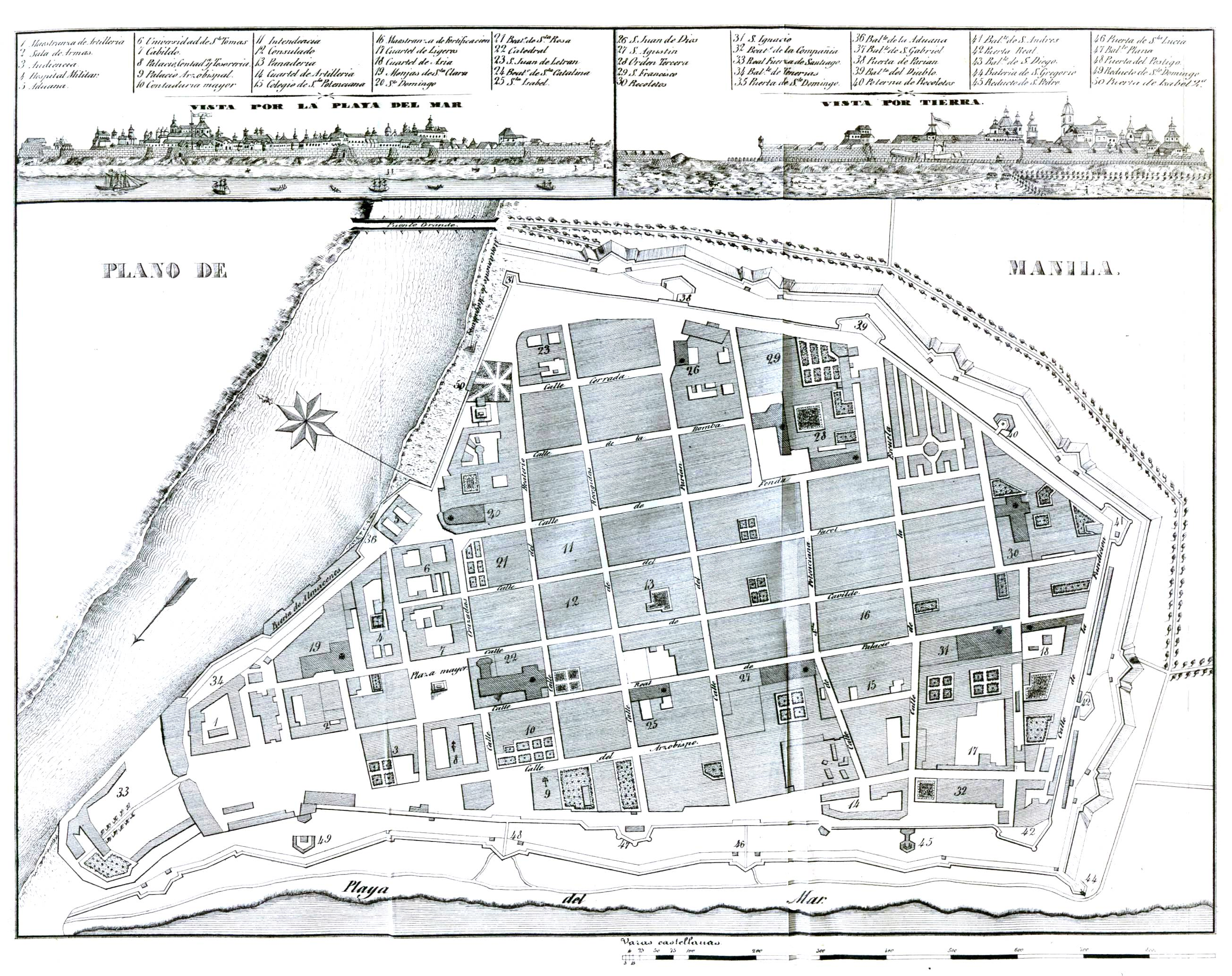
Plan Manila 1851

## Geboren

### Januar/Februar
- 04. Januar: Daniel Dee Burnes, US-amerikanischer Politiker († 1899)
- 09. Januar: Giuseppe Gallignani, italienischer Komponist und Musikpädagoge († 1923)
- 13. Januar: Franz Friedrich Kohl, österreichischer Entomologe und Volksliedforscher († 1924)
- 14. Januar: Reinhold von Sydow, deutscher Politiker der Kaiserzeit († 1943)
- 15. Januar: Martinus Theodorus Houtsma, niederländischer Orientalist († 1943)
- 18. Januar: Heinrich Friedjung, österreichischer Historiker, Publizist und Journalist († 1920)

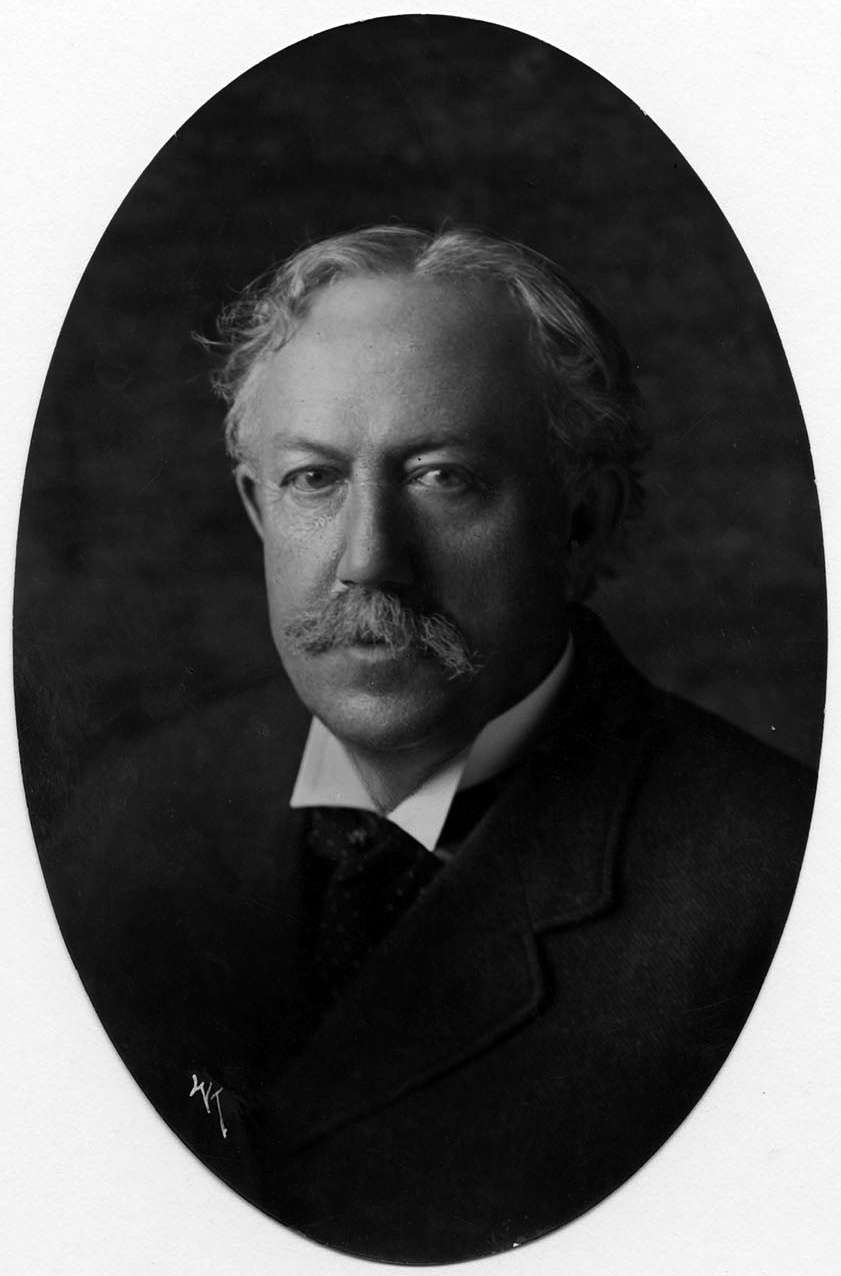
David Starr Jordan

- 19. Januar: David Starr Jordan, US-amerikanischer Zoologe, Ichthyologe und Friedensaktivist († 1931)
- 19. Januar: Jacobus C. Kapteyn, niederländischer Astronom († 1922)
- 21. Januar: Giuseppe Allamano, Seliger, italienischer Priester und Ordensgründer († 1926)
- 21. Januar: Emma Dobigny, französisches Modell berühmter Maler († 1925)
- 23. Januar: Ludwig Schupmann, deutscher Professor für Architektur und Konstrukteur von Teleskopen († 1920)
- 24. Januar: Marcus A. Smith, US-amerikanischer Politiker († 1924)
- 25. Januar: Arne Garborg, norwegischer Schriftsteller († 1924)
- 28. Januar: Fredrik Ludvig Andreas Vibe Aubert, norwegischer Kunsthistoriker und Kunstkritiker († 1913)
- 29. Januar: Richard Reverdy, deutscher Baumanager und Beamter († 1915)
- 30. Januar: Henry Ogg Forbes, schottischer Forschungsreisender und Botaniker († 1932)
- 31. Januar: Peter Emil Isler, Schweizer Politiker († 1936)

- 03. Februar: Lina Hähnle, Gründerin des Bundes für Vogelschutz († 1941)
- 03. Februar: Wilhelm Trübner, deutscher Maler der Romantik († 1917)
- 06. Februar: Hanna Bieber-Böhm, deutsche Frauenrechtlerin und Wegbereiterin der Sozialen Arbeit († 1910)
- 08. Februar: Arthur Garner, australischer Schauspieler und Theaterunternehmer († nach 1898)
- 08. Februar: Hugo Zorn von Bulach, elsässischer Politiker der Kaiserzeit, MdR, Staatssekretär († 1921)
- 12. Februar: Eugen Böhm von Bawerk, österreichischer Ökonom († 1914)
- 13. Februar: Paul Chapuis, Schweizer evangelischer Geistlicher und Hochschullehrer († 1904)
- 14. Februar: Jacobus Johannes Hartman, niederländischer Altphilologe († 1924)
- 20. Februar: Ernst von Heydebrand und der Lasa, deutscher Politiker († 1924)
- 20. Februar: Richard Weitbrecht, deutscher Theologe und Schriftsteller († 1911)
- 21. Februar: Karl Wilhelm Diefenbach, deutscher Maler und Sozialreformer († 1913)
- 21. Februar: Ernst von Hesse-Wartegg, österreichischer Diplomat und Reiseschriftsteller († 1918)
- 21. Februar: Thomas Sterling, US-amerikanischer Politiker († 1930)
- 26. Februar: Carl Albert Purpus, deutscher Pflanzensammler († 1941)
- 28. Februar: Werner Weber, Schweizer Unternehmer und Politiker († 1912)

### März/April
- 02. März: Adolf Quensen, Braunschweiger Hofdekorations- und Kirchenmaler des Historismus († 1911)
- 02. März: Franz von Liszt, Professor für Strafrecht und Völkerrecht († 1919)
- 04. März: Alexandros Papadiamantis, griechischer Schriftsteller († 1911)
- 05. März: Hunold von Ahlefeld, deutscher Vizeadmiral der Kaiserlichen Marine († 1919)
- 05. März: Václav Brožík, tschechischer Maler († 1901)
- 06. März: Karl Schlau, livländischer Pfarrer und Märtyrer († 1919)
- 09. März: Paul Vittorelli, österreichischer Richter († 1932)
- 11. März: Fritz Ebersold, Schweizer Redakteur, Schriftsteller und Bühnenautor († 1923)
- 12. März: Charles Chamberland, französischer Bakteriologe († 1908)
- 14. März: Arthur Koppel, deutscher Kaufmann und Maschinenbau-Unternehmer († 1908)
- 14. März: James P. Walker, US-amerikanischer Politiker († 1890)
- 16. März: Franz Hitze, deutscher Theologe und Parlamentarier († 1921)
- 16. März: Martinus Willem Beijerinck, niederländischer Mikrobiologe († 1931)
- 19. März: Friedrich Franz III., Großherzog von Mecklenburg-Schwerin († 1897)
- 19. März: Roque Sáenz Peña, argentinischer Anwalt und Politiker († 1914)
- 23. März: Siegmund Theodor von Berckheim, deutscher Diplomat und Schlossherr von Weinheim († 1927)
- 26. März: Julius Langbehn, deutscher Schriftsteller und Kulturkritiker († 1907)
- 27. März: Ruperto Chapí y Lorente, spanischer Komponist und Professor († 1909)
- 27. März: Vincent d’Indy, französischer Komponist und Musiktheoretiker († 1931)
- 28. März: Melville Best Anderson, US-amerikanischer Romanist, Italianist und Anglist († 1933)
- 28. März: Bernardino Machado, portugiesischer Politiker († 1944)
- 30. März: Adalbert Ricken, deutscher Mykologe († 1921)
- 31. März: Karoline von Arnim, deutsche Schriftstellerin († 1912)
- 01. April: Johannes Klinge, russischer Botaniker († 1902)
- 01. April: Kristofer Randers, norwegischer Schriftsteller († 1917)
- 02. April: Adolph Brodsky, russischer Geiger († 1929)
- 04. April: Hans Droysen, deutscher Altphilologe und Historiker († 1918)
- 06. April: Guillaume Bigourdan, französischer Astronom und Präsident der Académie des sciences († 1932)
- 07. April: Otto Klauwell, deutscher Komponist († 1917)
- 07. April: Johannes Miesler, deutscher Unternehmer, Verleger und Drucker († 1905)
- 09. April: Thor Lange, dänischer Schriftsteller und Übersetzer († 1915)
- 10. April: Maggie Moore, US-amerikanisch-australische Schauspielerin († 1926)
- 10. April: Gennaro Granito Pignatelli di Belmonte, italienischer Kardinal († 1948)
- 12. April: Edward Walter Maunder, britischer Astronom und Bibelforscher († 1928)
- 17. April: Friedrich von Duhn, deutscher Archäologe († 1930)
- 18. April: Ricardo García Granados, mexikanischer Ingenieur, Politiker, Diplomat und Historiker († 1930)
- 20. April: Eduardo Acevedo Díaz, uruguayischer Schriftsteller und Politiker († 1921)
- 20. April: Young Tom Morris, schottischer Golfspieler († 1875)
- 21. April: Henning August von Arnim-Schlagenthin, deutscher Graf († 1910)
- 22. April: Karl Börgemann, deutscher Architekt († 1938)
- 25. April: Frédéric Raisin, Schweizer Jurist, Politiker und Kunstsammler († 1923)

### Mai/Juni
- 04. Mai: Karoline Breitinger, erste Ärztin Württembergs († 1932)
- 04. Mai: Clément Broutin, französischer Komponist († 1889)

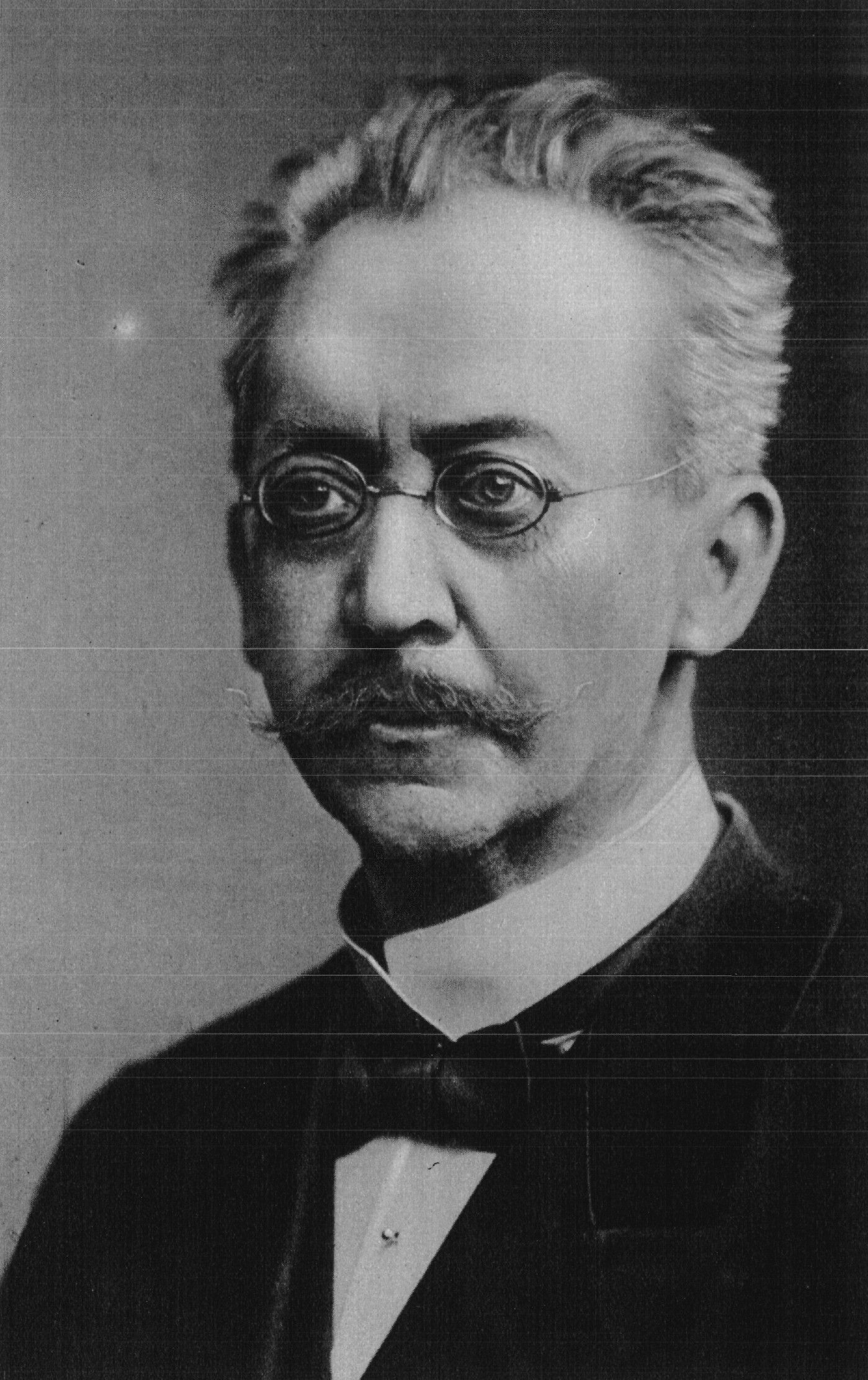
Adolf von Harnack

- 07. Mai: Adolf von Harnack, deutsch-baltischer protestantischer Theologe und Kirchenhistoriker († 1930)
- 12. Mai: Joseph Toole, US-amerikanischer Politiker († 1929)
- 12. Mai: Samuel Dickstein, polnischer Mathematiker († 1939)
- 16. Mai: Johann Baptist von Anzer, Bischof der deutschen Mission in der Provinz Shandong († 1903)
- 17. Mai: Aleksander Michałowski, polnischer Pianist, Musikpädagoge und Komponist († 1938)
- 18. Mai: August Karl Freiherr von der Heydt, Bankier und Kunstmäzen († 1929)
- 18. Mai: James Budd, US-amerikanischer Politiker († 1908)

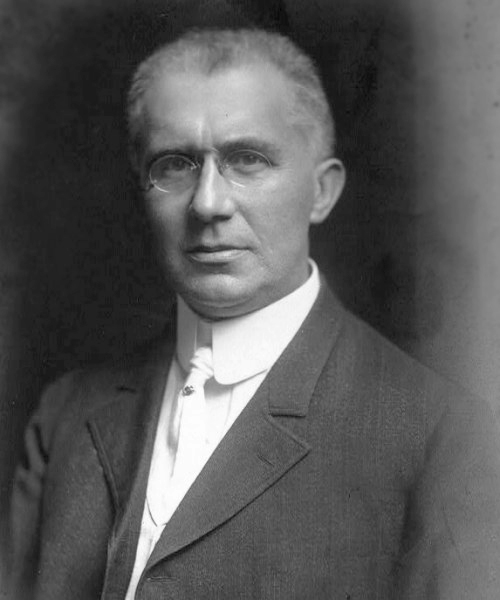
Emil Berliner

- 20. Mai: Emil Berliner, deutscher Erfinder der Schallplatte und des Grammophons († 1929)
- 21. Mai: Léon Bourgeois, französischer Jurist und Staatsmann, Nobelpreisträger († 1925)
- 22. Mai: Anton Cyril Stojan, Erzbischof von Olmütz (tschech. Olomouc) († 1923)
- 22. Mai: Anton von Henle, Bischof von Passau und Regensburg († 1927)
- 23. Mai: Antoni Stolpe, polnischer Komponist († 1872)
- 25. Mai: Johann Peisker, tschechischer Soziologe († 1933)

Léon Bourgeois

- 29. Mai: Fred Dubois, US-amerikanischer Politiker († 1930)
- 29. Mai: Heinrich Hauser, Schweizer Landwirt und liberaler Politiker († 1905)
- 29. Mai: Julius Pagel, deutscher Arzt und Medizinhistoriker († 1912)
- 29. Mai: Otto Wilhelm Scharenberg, deutscher Architekt und Stadtbaurat († 1920)
- 30. Mai: Max de Diesbach, Schweizer Jurist, Historiker, Bibliothekar und Politiker († 1916)
- 01. Juni: Isaac Peral, spanischer Ingenieur und U-Boot-Pionier († 1895)
- 03. Juni: Malvina Poulain. französische Kommunardin († 1921)
- 04. Juni: William Davis Daly, US-amerikanischer Politiker († 1900)
- 05. Juni: Ladislav Rott, Gründer der Firma V. J. Rott († 1906)
- 05. Juni: Robert Weissenbach, Schweizer Jurist und Politiker († 1907)
- 08. Juni: Jacques-Arsène d’Arsonval, französischer Arzt und Physiker († 1940)
- 09. Juni: Charles Joseph Bonaparte, US-amerikanischer Politiker († 1921)
- 09. Juni: Sigmund Bergmann, deutscher Unternehmer und Erfinder († 1927)
- 10. Juni: Anton Matosch, österreichischer Bibliothekar und Mundartdichter († 1918)
- 11. Juni: Oscar Borg, norwegischer Komponist, Dirigent, Organist und Flötist († 1930)
- 11. Juni: Theodor von Scheve, deutscher Schachmeister († 1922)
- 12. Juni: Oliver Lodge, britischer Physiker († 1940)
- 14. Juni: Ernst Fuchs, österreichischer Augenarzt († 1930)
- 15. Juni: James F. Stewart, US-amerikanischer Politiker († 1904)
- 22. Juni: Jacques Martin, belgischer Komponist und Dirigent († 1930)
- 27. Juni: Josef Garbáty, deutscher Zigarettenfabrikant († 1939)
- 28. Juni: Robert Friedberg, deutscher Nationalökonom und Politiker († 1920)
- 28. Juni: Waldemar Mueller, deutscher Bankier und Politiker († 1924)

### Juli/August
- 05. Juli: Anton Baumann, deutscher Braumeister und Begründer des Kur- und Badewesens in Bad Schwartau († 1907)
- 08. Juli: Arthur Evans, britischer Archäologe († 1941)
- 08. Juli: James Dunsmuir, kanadischer Politiker und Industrieller († 1920)
- 09. Juli: Berthold Englisch, österreichischer Schachmeister († 1897)
- 10. Juli: Friedrich Leo, deutscher Altphilologe († 1914)
- 10. Juli: Friedrich von Wieser, österreichischer Ökonom († 1926)
- 15. Juli: William Carlile Arnold, US-amerikanischer Politiker († 1906)
- 20. Juli: Arnold Pick, deutsch-jüdischer Psychiater und Neurologe († 1924)
- 23. Juli: Peder Severin Krøyer, norwegisch-dänischer Maler der Künstlerkolonie Skagen († 1909)
- 27. Juli: Guillermo Billinghurst, peruanischer Präsident († 1915)
- 27. Juli: Ivar Eggert Hedenblad, schwedischer Komponist, Dirigent und Musikpädagoge († 1909)
- 29. Juli: Ahmed Kamāl, ägyptischer Ägyptologe († 1923)
- 02. August: Benno Orenstein, deutscher Eisenbahn-Industrieller († 1926)
- 03. August: George Francis FitzGerald, irischer Philosoph († 1901)
- 10. August: Gottfried Karl Wilhelm Asselmann, deutscher Geistlicher und Heimatforscher († 1917)
- 11. August: Fernando de Arteaga y Pereira, spanischer Dichter, Romanist und Hispanist († 1934)
- 12. August: Frank O. Briggs, US-amerikanischer Politiker († 1913)
- 13. August: Felix Adler, deutschamerikanischer Philosoph († 1933)
- 14. August: Doc Holliday, US-amerikanischer Revolverheld († 1887)
- 15. August: John M. Gearin, US-amerikanischer Politiker († 1930)
- 17. August: Marthe Renate Fischer, deutsche Schriftstellerin († 1925)
- 17. August: Carl Hintze, deutscher Mineraloge und Kristallograph († 1916)
- 20. August: Abraham Berge, norwegischer rechtsliberaler Politiker († 1936)
- 22. August: Richard Andersson, schwedischer Komponist, Pianist und Musikpädagoge († 1918)
- 23. August: Alois Jirásek, tschechischer Schriftsteller und Historiker († 1930)
- 27. August: Rudolf von Arx, Schweizer Lehrer, Jurist und Politiker († 1938)
- 27. August: Emil Pott, deutscher Tierzuchtwissenschaftler († 1913)
- 28. August: Ivan Tavčar, slowenischer Anwalt, Politiker und Schriftsteller († 1923)
- 31. August: Elise Wiedermann, österreichisch-australische Sängerin († 1922)

### September/Oktober
- 02. September: August Freudenthal, deutscher Autor und Journalist († 1898)
- 02. September: Richard Voß, deutscher Schriftsteller († 1918)
- 03. September: Olga Konstantinowna Romanowa, Frau von Georg I. von Griechenland († 1926)
- 06. September: Wilhelm Pelizaeus, spanischer Konsul in Ägypten († 1930)
- 12. September: Carl Johann Theodor Abs, deutscher Ringer († 1895)
- 12. September: Francis Edward Clark, US-amerikanischer Pastor und Gründer des Jugendverbandes Christian Endeavour († 1927)
- 13. September: Meier Appel, deutscher Rabbiner († 1919)
- 13. September: Walter Reed, US-amerikanischer Bakteriologe († 1902)
- 16. September: Emilia Pardo Bazán, spanische Schriftstellerin († 1921)

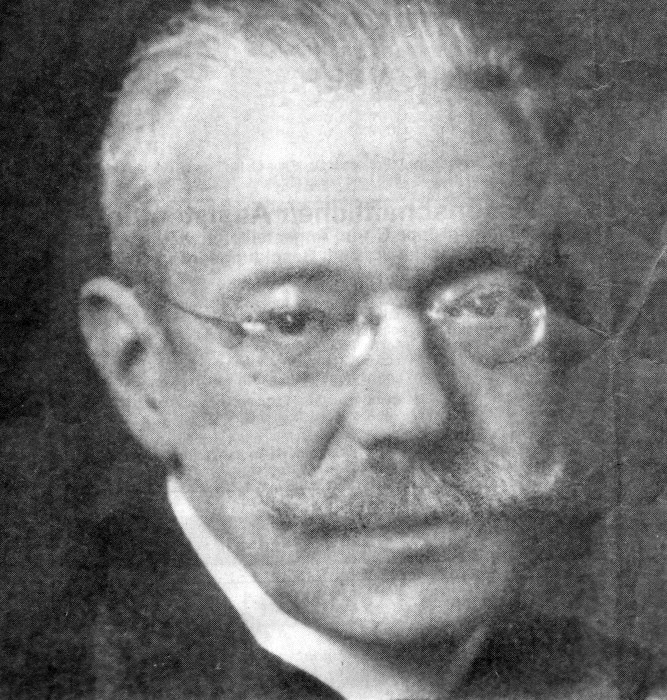
James Simon, Fotografie um 1895

- 17. September: James Simon, deutscher Unternehmer und Mäzen († 1932)

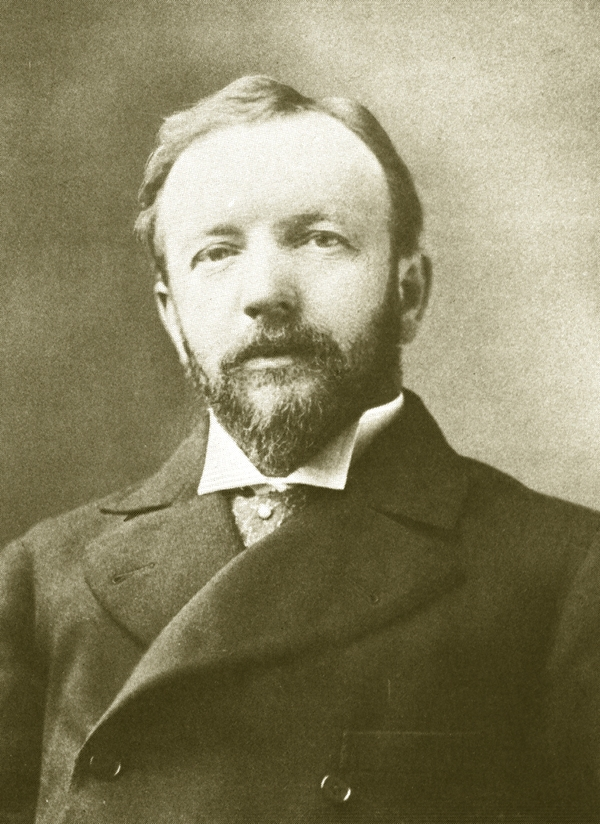
Henry Arthur Jones (um 1880)

- 20. September: Henry Arthur Jones, britischer Dramatiker († 1929)
- 21. September: Susan Hannah Macdowell, US-amerikanische Malerin, Fotografin und New Woman († 1938)
- 24. September: Federico Boyd, panamaischer Staatspräsident († 1924)
- 24. September: Giovanni Dazzoni, Schweizer Jurist und Politiker († 1923)
- 25. September: Carl Jatho, deutscher evangelischer Pfarrer († 1913)
- 29. September: Auguste Eichhorn, deutsche Frauenrechtlerin († 1902)
- 01. Oktober: Rafael Jácome Lopes de Andrade, portugiesischer Offizier und Kolonialverwalter († 1900)
- 02. Oktober: Ferdinand Foch, französischer Marschall im Ersten Weltkrieg († 1929)
- 06. Oktober: Bill Longley, US-amerikanischer Revolverheld († 1878)
- 06. Oktober: Richard Müller, deutscher Politiker († 1931)
- 12. Oktober: Conrad Wahn, deutscher Architekt und kommunaler Baubeamter († 1927)
- 14. Oktober: Matthias Schumann, deutscher Statistiker († 1896)
- 19. Oktober: Myeongseong, Königin des koreanischen Königreiches Joseon († 1895)
- 23. Oktober: Guillaume Couture, kanadischer Musikpädagoge, Musikkritiker, Dirigent, Chorleiter, Komponist, Organist und Sänger († 1915)
- 30. Oktober: Carl Josef Alois Bourdet, deutscher Kunstmaler und Aquarellist († 1928)
- 31. Oktober: Louise von Schweden-Norwegen, als Gemahlin König Friedrich VIII. Königin von Dänemark († 1926)

### November/Dezember

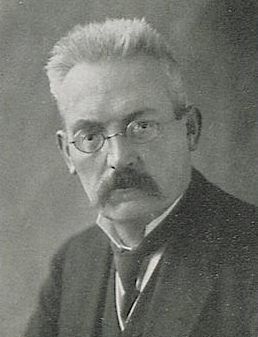
Gustav Schönleber, 1914

- 05. November: Charles Dupuy, französischer Premierminister († 1923)
- 05. November: Rudolf Smend, deutscher Theologe († 1913)
- 10. November: Richard Armstedt, deutscher Philologe, Historiker und Lehrer († 1931)
- 10. November: Francis Maitland Balfour, englischer Zoologe († 1882)
- 11. November: Rudolf Bendemann, deutscher Historienmaler († 1884)
- 12. November: Eduard Engel, deutscher Literaturhistoriker und Stilist († 1938)
- 13. November: Fedor Encke, deutscher Porträt- und Genremaler († 1926)
- 15. November: Henny Jebsen, deutsche Blumen- und Landschaftsmalerin († 1905)
- 16. November: Minnie Hauk, US-amerikanische Opernsängerin († 1929)
- 18. November: Robert J. Wynne, US-amerikanischer Politiker († 1922)
- 20. November: John Merle Coulter, US-amerikanischer Botaniker († 1928)
- 20. November: Margarethe von Italien, Königin von Italien († 1926)
- 20. November: Charlotte Garrigue Masaryková, amerikanisch-tschechische Pianistin († 1923)
- 21. November: Désiré-Joseph Mercier, Erzbischof von Mechelen und Kardinal († 1926)
- 23. November: August Ansorge, österreichisch-böhmischer Politiker († 1932)
- 25. November: Gottfried Georg Andrä, deutscher Rittergutsbesitzer, Geheimer Ökonomierat und Politiker († 1923)
- 28. November: Albert Grey, 4. Earl Grey, britischer Politiker und Staatsmann († 1917)
- 29. November: William Worth Dickerson, US-amerikanischer Politiker († 1923)
- 03. Dezember: Gustav Schönleber, deutscher Maler († 1917)
- 05. Dezember: Mary Krebs-Brenning, deutsche Pianistin († 1900)
- 09. Dezember: Thomas H. Paynter, US-amerikanischer Politiker († 1921)
- 10. Dezember: James Albert Manning Aikins, kanadischer Rechtsanwalt († 1929)
- 10. Dezember: Melvil Dewey, US-amerikanischer Bibliothekar († 1931)
- 15. Dezember: Felix Kardinal von Hartmann, Erzbischof des Erzbistums Köln († 1919)
- 15. Dezember: Johannes Metger, deutscher Schachspieler und Schachlehrer († 1926)
- 17. Dezember: Ernest Lavigne, kanadischer Komponist, Kapellmeister, Kornettist und Musikverleger († 1909)
- 17. Dezember: Otto Schott, deutscher Chemiker und Glastechniker († 1935)
- 20. Dezember: Theodore E. Burton, US-amerikanischer Politiker († 1929)
- 20. Dezember: Knut Wicksell, schwedischer Ökonom († 1926)
- 26. Dezember: Melchior Treub, niederländischer Botaniker († 1910)
- 28. Dezember: Joseph Mackey Brown, US-amerikanischer Politiker († 1932)
- 29. Dezember: Richard Graham Frost, US-amerikanischer Politiker († 1900)
- 29. Dezember: Wilhelm Marx, deutscher Kommunal- und Strukturpolitiker († 1924)
- 31. Dezember: Henry Carter Adams, US-amerikanischer Finanz- und Wirtschaftswissenschaftler († 1921)

### Genaues Geburtsdatum unbekannt
- Seyyit Abdülkadir, osmanisch-kurdischer Politiker († 1925)
- Ahmed Cevad Pascha, General der osmanischen Armee und Staatsmann († 1900)
- Mary Grant Carmichael, englische Komponistin († 1935)
- Bridget Driscoll, erstes Todesopfer eines Autounfalls († 1896)
- Clarence Eddy, US-amerikanischer Organist und Komponist († 1937)
- Viriato Figueira, brasilianischer Komponist, Flötist und Saxophonist († 1883)
- Agustina Gutiérrez Salazar, chilenische Malerin und Zeichnerin († 1886)
- Nadschaf Qoli Chan Samsam al-Saltane, iranischer Premierminister († 1931)

## Gestorben

### Erstes Quartal
- 01. Januar: Heinrich Friedrich Link, deutscher Naturwissenschaftler (* 1767)
- 04. Januar: Friedrich Gotthilf Fritsche, deutscher evangelischer Geistlicher (* 1799)
- 10. Januar: Joseph Biles Anthony, US-amerikanischer Politiker (* 1795)

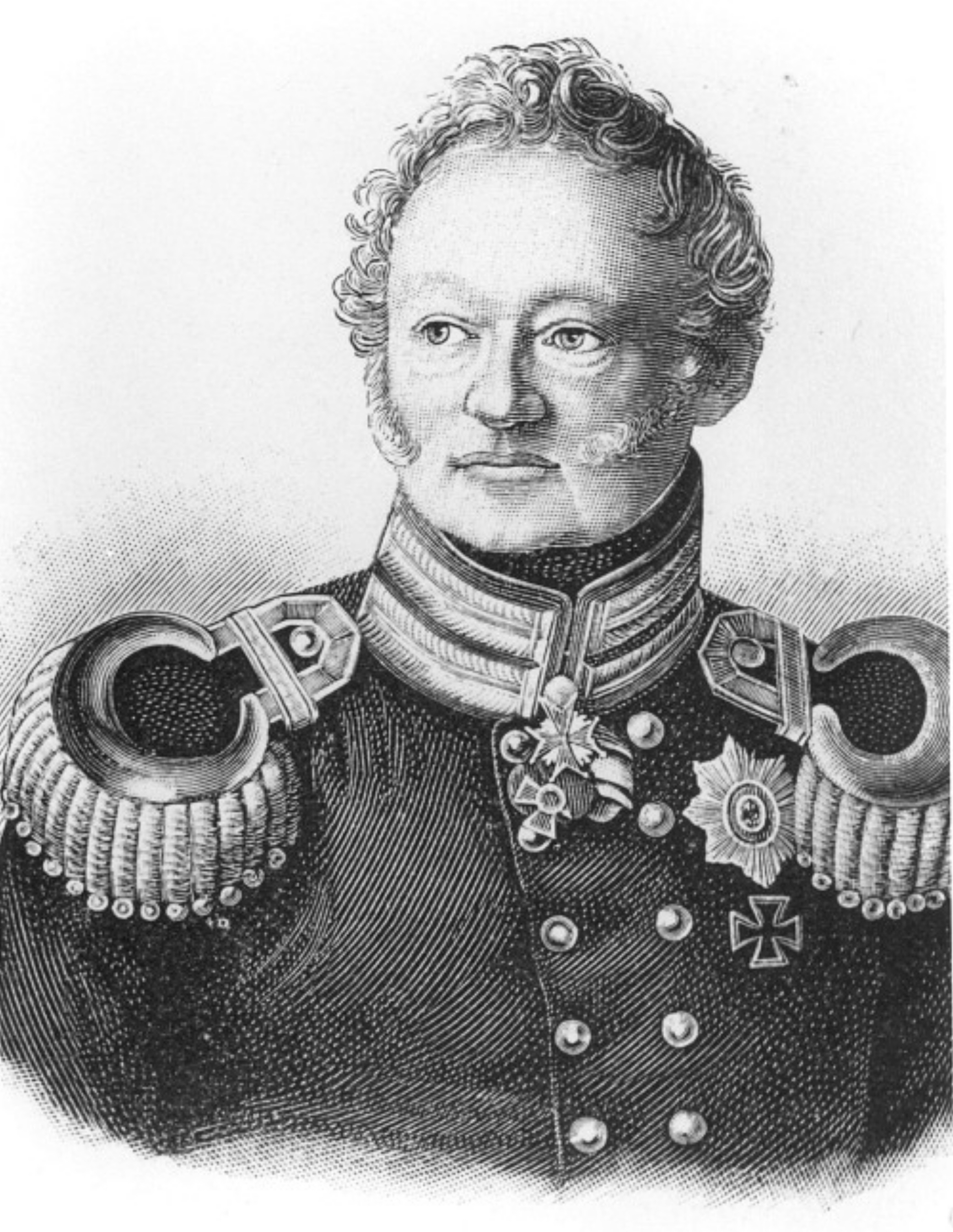
Karl von Müffling

- 16. Januar: Karl von Müffling, preußischer Generalfeldmarschall, Militärschriftsteller und Geodät (* 1775)
- 17. Januar: Johann Heinrich Schmülling, deutscher römisch-katholischer Theologe, Geistlicher und Hochschullehrer (* 1774)
- 19. Januar: Esteban Echeverría, argentinischer Dichter (* 1805)
- 20. Januar: Samuel Ward King, US-amerikanischer Politiker (* 1786)
- 20. Januar: Donald McKenzie, schottisch-kanadischer Entdecker (* 1783)
- 21. Januar: Albert Lortzing, deutscher Komponist, Librettist, Schauspieler, Sänger und Dirigent (* 1801)
- 22. Januar: Johann Friedrich Heinrich Schlosser, deutscher Jurist und kaiserlicher Rat (* 1780)
- 24. Januar: Gaspare Spontini, italienischer Opernkomponist und -dirigent (* 1774)
- 26. Januar: Nikolaus von Flüe, Schweizer Offizier in spanischen Diensten und Landeshauptmann (* 1788)
- 27. Januar: John James Audubon, US-amerikanischer Ornithologe (* 1785)
- 27. Januar: Cornelius P. Comegys, US-amerikanischer Politiker (* 1780)

Mary Shelley, 1840

- 01. Februar: Friedrich Wilhelm Käuffer, deutscher Jurist (* 1786)
- 01. Februar: Mary Shelley, englische Schriftstellerin (* 1797)
- 03. Februar: Benjamin Williams Crowninshield, US-amerikanischer Politiker (* 1772)
- 04. Februar: Adrien Jean-Baptiste du Bosc, französischer General (* 1760)
- 08. Februar: Nicholas Vansittart, britischer Politiker und Staatsmann (* 1766)
- 15. Februar: Michel Théodore Leclercq, französischer Schriftsteller (* 1777)
- 18. Februar: Carl Gustav Jacob Jacobi, deutscher Mathematiker (* 1804)
- 20. Februar: Pierre Roll, französischer Komponist (* 1787)
- 20. Februar: Joseph Schweinacher, deutscher Orgelbauer (* 1766)
- 25. Februar: Georg Leopold von Zangen, deutscher Jurist (* 1792)
- 06. März: Alexander Alexandrowitsch Aljabjew, russischer Komponist (* 1787)
- 06. März: Egid von Löhr, deutscher Jurist und Hochschullehrer (* 1784)
- 06. März: Karl Friedrich Wilhelm von Weise, deutscher Beamter und Politiker (* 1779)

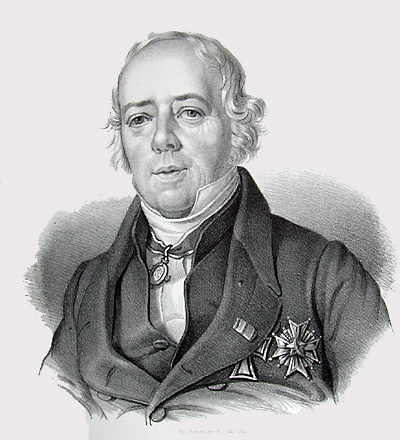
Hans Christian Ørsted

- 09. März: Hans Christian Ørsted, dänischer Physiker und Chemiker (* 1777)
- 11. März: Heinrich Ernst von Hoff, deutscher Offizier und Beamter (* 1782)
- 12. März: Franz Xaver Christoph Arentz, deutscher Benediktiner-Pater und Naturwissenschaftler (* 1766)
- 13. März: Karl Lachmann, deutscher Philologe und Germanist (* 1793)
- 13. März: Peter Feddersen Stuhr, deutscher Hochschullehrer und Historiker (* 1787)
- 14. März: Laurids Engelstoft, dänischer Historiker (* 1774)
- 14. März: Ferdinand Gotthelf Hand, deutscher Altphilologe (* 1786)
- 18. März: Conrad Graf, deutsch-österreichischer Klavierbauer (* 1782)
- 19. März: Friedrich Bird, deutscher Mediziner (* 1791)
- 20. März: Karl Gustav Hesse, deutscher Mediziner und Schriftsteller (* 1795)
- 21. März: Louis Chollet, französischer Organist und Komponist (* 1815)
- 22. März: Isaac Hill, US-amerikanischer Politiker (* 1789)
- 22. März: Göran Wahlenberg, schwedischer Botaniker (* 1780)
- 23. März: Christian Friedrich Goedeking, deutscher Beamter (* 1770)
- 27. März: Hans von Raumer, deutscher Politiker, Abgeordneter der Frankfurter Nationalversammlung (* 1820)
- 28. März: Carl Ludwig Heusler, deutscher Unternehmer und Bergbeamter (* 1790)
- 30. März: Julius Georg Knoll, deutscher Jurist (* 1790)

### Zweites Quartal
- 02. April: Rama III., siamesischer König (* 1788)
- 04. April: Christian Wilhelm August Königsdörffer, deutscher Beamter (* 1781)
- 07. April: Julius Miller, deutscher Musiker (* 1772)
- 10. April: Francisco Ferrera, Präsident von Honduras (* 1794)
- 12. April: Martin Schrettinger, deutscher Priester und Bibliothekar (* 1772)
- 17. April: Friedrich Georg von Stein, deutscher Offizier und Gutsbesitzer (* 1769)
- 18. April: Christian Friedrich Nasse, deutscher Psychiater (* 1778)
- 19. April: Georg Franz August von Buquoy, tschechischer Unternehmer (* 1781)
- 21. April: Hippolyte Colet, französischer Komponist, Musikpädagoge und -theoretiker (* 1808)
- 21. April: Christian Georg Wagner, deutscher Jurist (* 1762)
- 22. April: Friedrich Bröhmer, deutscher Beamter (* 1796)
- 23. April: Michail Petrowitsch Lasarew, russischer Marineoffizier und Admiral (* 1788)
- 24. April: Johannes Aberli, Schweizer Medailleur, Stein- und Stempelschneider (* 1774)
- 30. April: Rupert Jäger, deutscher Lehrer und Philologe (* 1809)
- 12. Mai: Ferdinand Freiherr von Andrian-Werburg, bayerischer Regierungspräsident (* 1776)
- 12. Mai: Christian Friedrich Tieck, deutscher Bildhauer (* 1776)
- 13. Mai: Auguste Amalia Ludovika, Vizekönigin von Italien, Herzogin von Leuchtenberg und Fürstin zu Eichstätt (* 1788)
- 15. Mai: Johann Traugott Leberecht Danz, deutscher lutherischer Kirchenhistoriker und Theologe (* 1769)
- 23. Mai: August Wilhelm Francke, deutscher Oberbürgermeister (* 1785)
- 27. Mai: Karl Burkart, deutscher Verwaltungsjurist (* 1798)
- 31. Mai: Friedrich Ludwig Wilhelm Christian Karl von Tabor, belgischer General (* 1776)
- 03. Juni: Wilhelm Ernst Schwabe, deutscher Jurist (* 1775)
- 15. Juni: Elard Johannes Kulenkamp, deutscher Jurist (* 1777)
- 16. Juni: Johann Friedrich Küttlinger, deutscher Mediziner und Botaniker (* 1778)
- 21. Juni: Franz Xaver von Pflummern, bayerischer Beamter (* 1769)
- 23. Juni: Anna Kraus-Wranitzky, österreichische Opernsängerin (* 1801)
- 24. Juni: Moritz Bauschke, deutscher Schriftsteller, Verleger, Buchhändler und Publizist (* 1809)
- 29. Juni: Friedrich Wilhelm von Mauvillon, preußischer Oberst und Militärschriftsteller (* 1774)
- 30. Juni: Jan Theobald Held, tschechischer Arzt und Komponist (* 1770)

### Drittes Quartal
- 03. Juli: Juliana Blasius, deutsche Räuberbraut des Johannes Bückler (* 1781)
- 05. Juli: Giovanni Scudieri, italienischer Architekt und Chefarchitekt von Tiflis (* 1817)

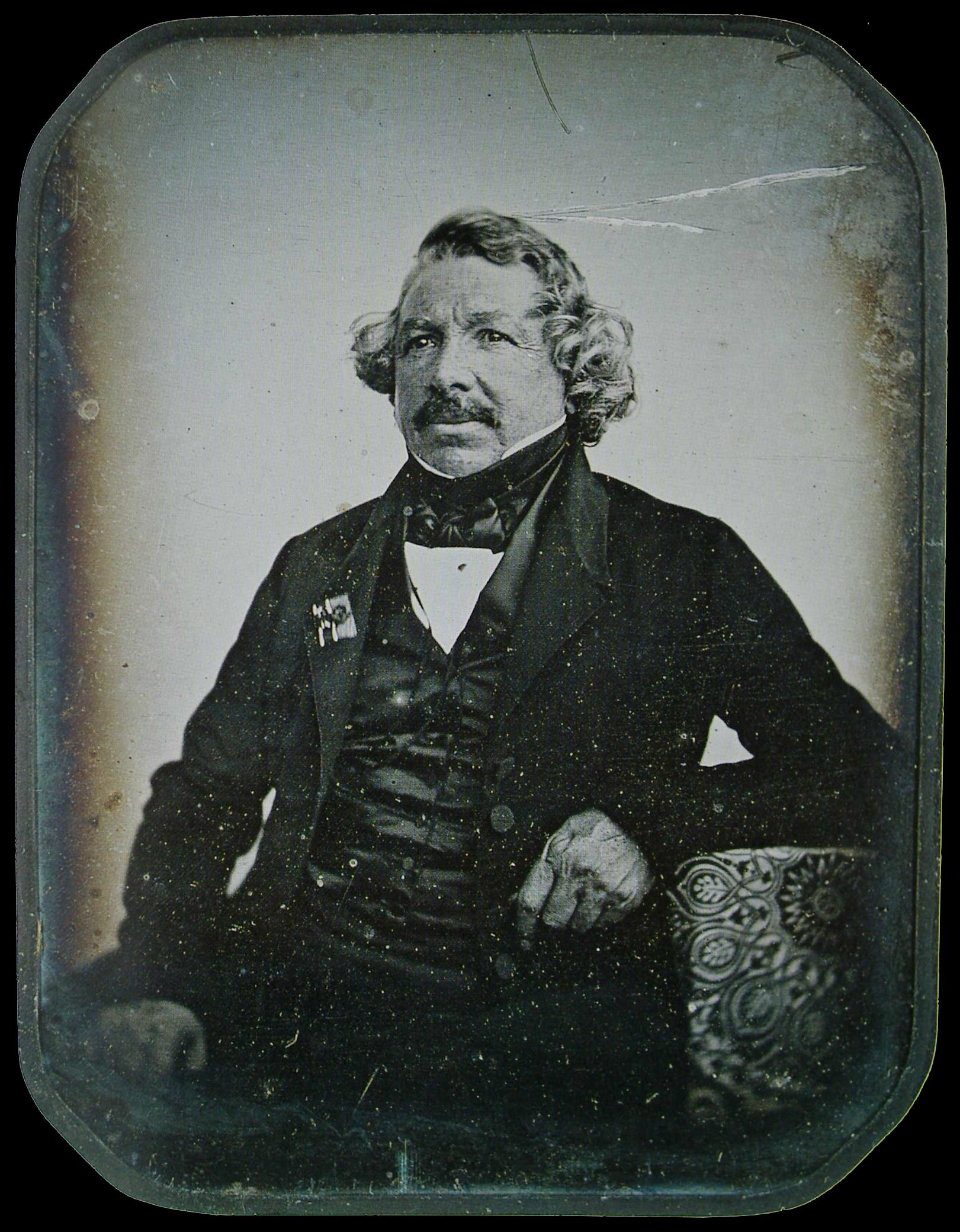
Louis Daguerre, 1844

- 10. Juli: Louis Daguerre, französischer Maler und Erfinder (* 1787)
- 17. Juli: Béni Egressy, ungarischer Komponist, Librettist, Übersetzer und Schauspieler (* 1814)
- 20. Juli: Albert von Schultze, deutscher Forstbeamter (* 1781)
- 20. Juli: Horace-François Sébastiani, französischer General, Marschall von Frankreich (* 1772)
- 26. Juli: Ernst Friedrich Köhler, deutscher lutherischer Geistlicher (* 1788)
- 29. Juli: Barnabas Huber, Benediktiner-Abt (* 1778)
- 01. August: Wilhelm Joseph Behr, deutscher Jurist, Politiker und Schriftsteller (* 1775)
- 06. August: Franz Seraph Bedall, bayerischer General (* 1781)
- 06. August: Gottfried Raaff, deutscher Landschaftsarchitekt (* 1750)
- 07. August: Johann Gottfried Gruber, deutscher Literaturhistoriker und Schriftsteller (* 1774)
- 11. August: Lorenz Oken, deutscher Naturgeschichtler und Naturwissenschaftler (* 1779)
- 27. August: Ferdinand Georg August, Feldmarschallleutnant in österreichischen Diensten (* 1785)
- 28. August: Christian Martin Joachim Frähn, deutscher Orientalist und Numismatiker (* 1782)
- 02. September: Anton Aloys Buchmayer; Bischof von St. Pölten (* 1770)
- 08. September: Joseph Anselm Feuerbach, deutscher Archäologe und Professor der Philologie (* 1798)
- 09. September: Thomas Hopkins Gallaudet, US-amerikanischer Geistlicher (* 1787)
- 13. September: Franz Raveaux, deutscher Revolutionär der Märzrevolution (* 1810)
- 14. September: James Fenimore Cooper, US-amerikanischer Schriftsteller (* 1789)

### Viertes Quartal
- 04. Oktober: Manuel de Godoy, spanischer Politiker (* 1767)
- 08. Oktober: Johann Gruber, deutscher Kaufmann und Politiker (* 1762)
- 02. November: Franz von Egger, österreichischer Jurist und Hochschullehrer (* 1765)
- 11. November: Friedrich von Hartmann, deutscher Arzt und Naturforscher (* 1767)
- 18. November: Ernst August I., 1. Herzog von Cumberland (* 1771)
- 18. November: Franz Joseph Häcker, deutscher Jurist und Politiker (* 1777)
- 20. November: Jean-Jacques Ambert, französischer General (* 1765)
- 21. November: James Ellsworth De Kay, US-amerikanischer Zoologe (* 1792)
- 21. November: Johann Friedrich Christian Werneburg, deutscher Mathematiker und Physiker (* 1777)
- 30. November: Wilhelm Meinhold, deutscher Schriftsteller und Pfarrer (* 1797)
- 06. Dezember: Anton Arrigoni, österreichischer Maler (* 1788)
- 08. Dezember: André Jolivard, französischer Landschaftsmaler (* 1787)
- 09. Dezember: Ramón Freire y Serrano, chilenischer Offizier und Staatspräsident (* 1787)

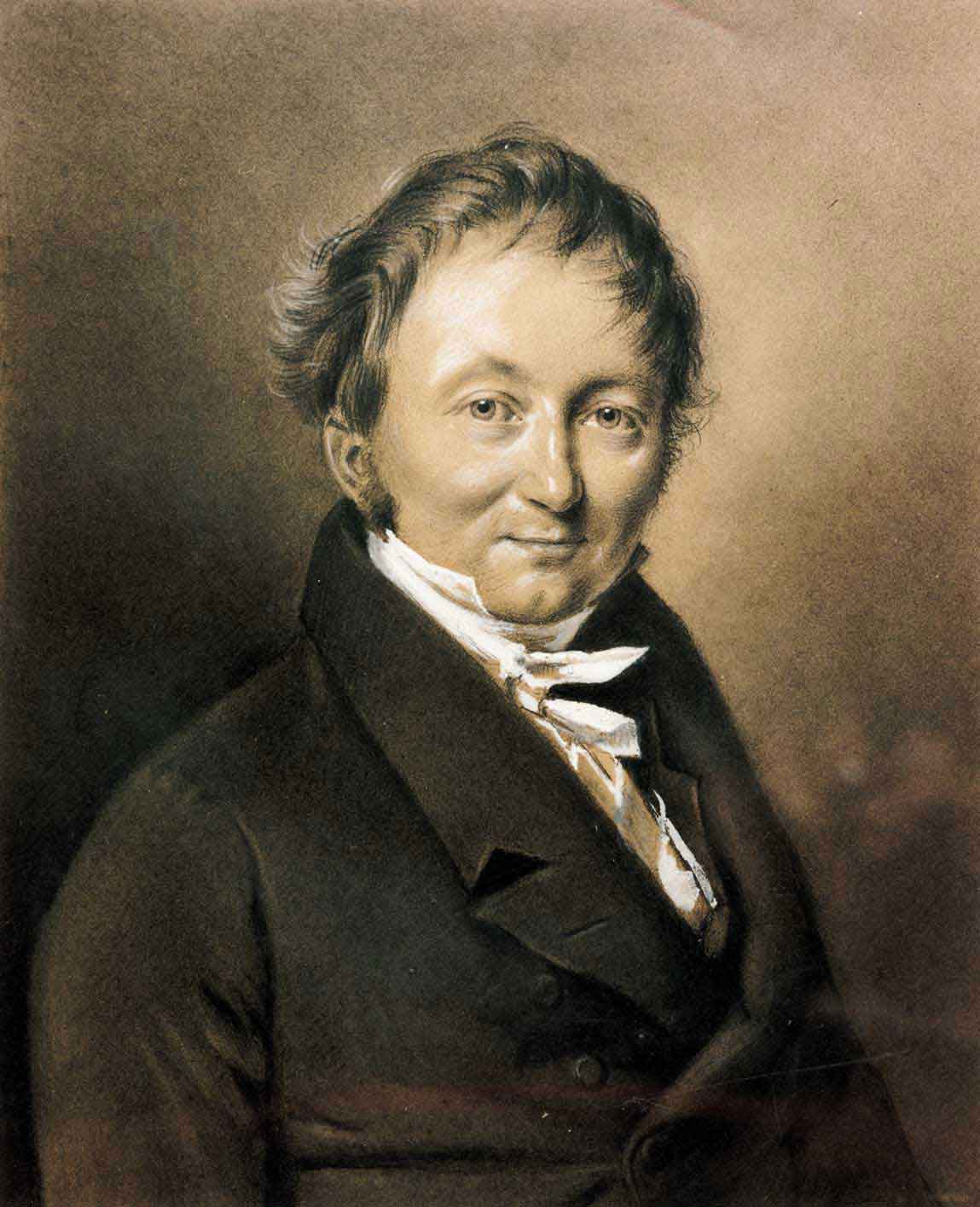
Karl Drais, noch Freiherr, 1820

- 10. Dezember: Karl Drais, deutscher Erfinder (* 1785)

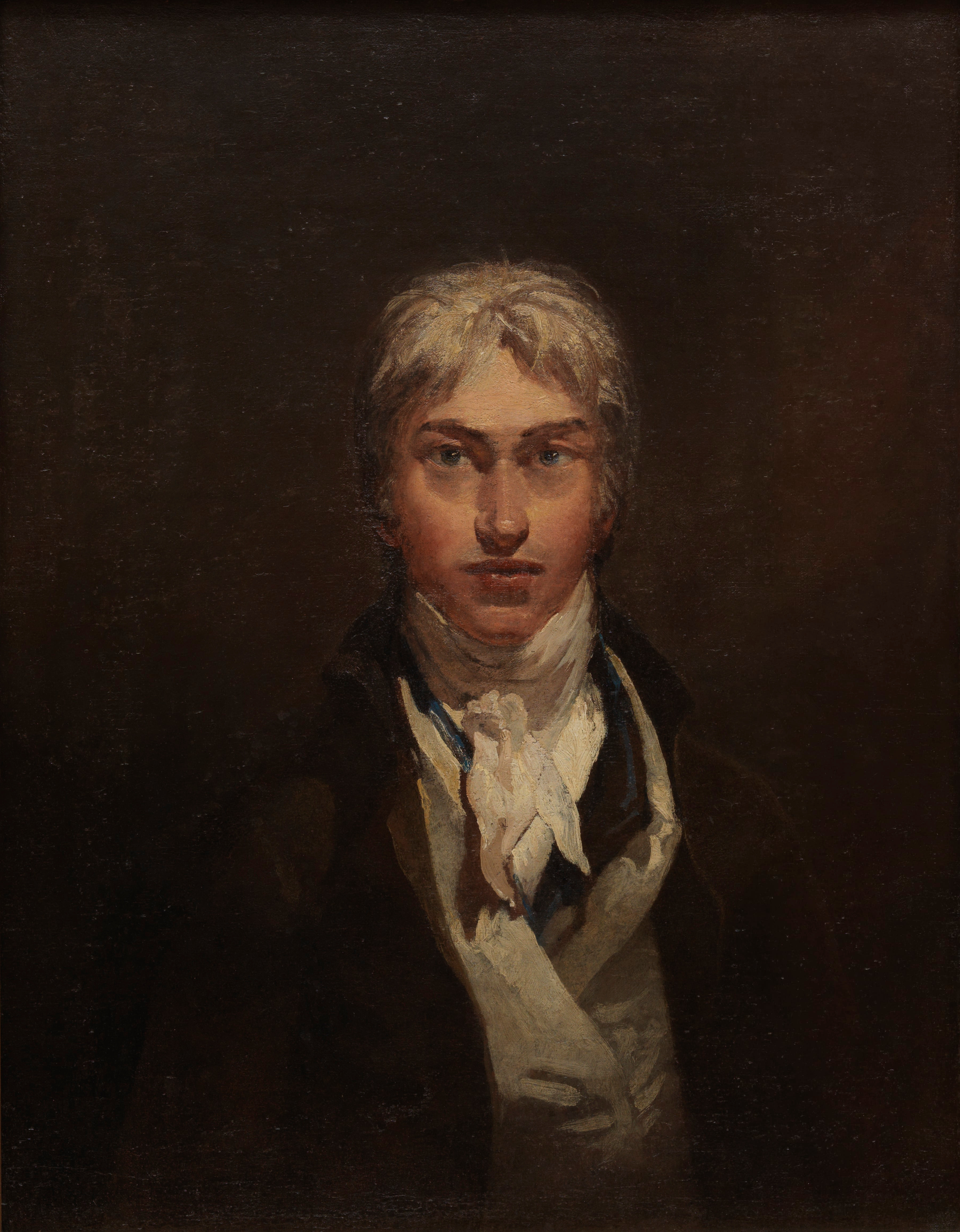
William Turner, 1798

- 19. Dezember: William Turner, englischer Künstler des Impressionismus (* 1775)
- 21. Dezember: Carl Friedrich Rungenhagen, deutscher Komponist und Musikpädagoge (* 1778)
- 25. Dezember: Abraham Constantin Mouradgea d’Ohsson, französisch-armenischer Mongolist (* 1779)
- 31. Dezember: Friedrich Karl Ludwig Textor, deutscher Jurist und Mundartschriftsteller (* 1775)

### Genaues Todesdatum unbekannt
- Ahmed Bey bin Muhammad Sharif, Bey von Constantine (* 1786)
- Marko Badovinac, griechisch-katholischer Geistlicher und Bildhauer (* 1771)